# Morze Bałtyckie

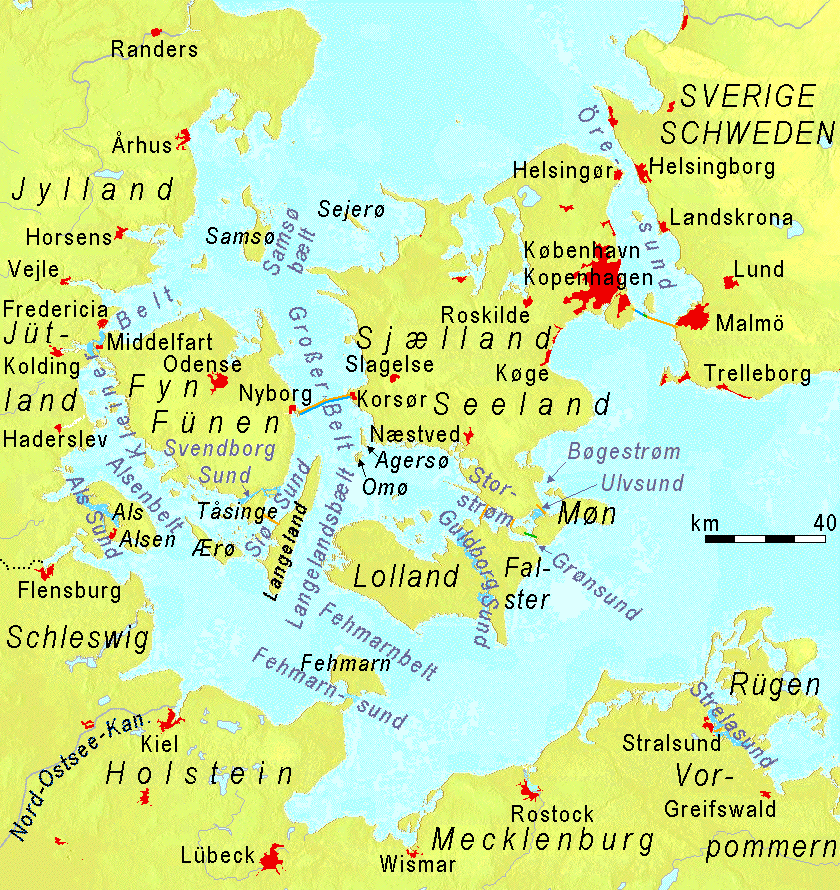
Cieśniny Duńskie/Morze Bełtów

Morze Bałtyckie, Bałtyk – morze śródlądowe na szelfie kontynentalnym w północnej Europie. Połączone z Morzem Północnym przez Cieśniny Duńskie (Sund, Mały Bełt, Wielki Bełt), Kattegat, Skagerrak oraz Limfjorden.
Za zachodnią granicę Bałtyku Właściwego przyjmuje się cieśninę Sund i próg podwodny ciągnący się na głębokości 18–20 m od przylądka Gedser Odde (wyspa Falster) do przylądka Darsser Ort (wyspa Darß); na wschód od tej linii znajduje się akwen Bałtyku Zachodniego o powierzchni ok. 8000 km² nazywany przez Niemców także Ostsee (Morze Wschodnie); akwen ten obejmuje m.in. część wód Cieśnin Duńskich (oprócz Małego i Wielkiego Bełtu), a także mniejsze: Alsenbelt (płd. część Małego Bełtu), Fehmarnbelt, Langelandsbælt. Przynależność cieśnin duńskich i Kattegatu do Morza Bałtyckiego jest różnie ujmowana, w zależności od konwencji.
Nazwa Bałtyku, znanego również jako Morze Scytyjskie, pojawia się po raz pierwszy u niemieckiego kronikarza Adama z Bremy pod koniec XI wieku. Natomiast na Mapie Morskiej (łac. Carta Marina) wydrukowanej w Wenecji w XVI wieku jest z kolei Morzem Gockim.

## Charakterystyka
Bałtyk nazywany jest morzem śródlądowym północnej Europy, ponieważ ze wszystkich stron jest otoczony lądem, a z Morzem Północnym łączy go jedynie kilka płytkich cieśnin. Położone jest w północnej strefie klimatu umiarkowanego. Oba morza leżą na tym samym szelfie kontynentalnym.
- rozciągłość południkowa – ok. 1300 km
- rozciągłość równoleżnikowa najszersza (przez Zatokę Fińską) – ok. 600 km
- rozciągłość równoleżnikowa najwęższa (przez Zatokę Botnicką) – 100 km
- rozciągłość równoleżnikowa poniżej Gotlandii – ok. 250 km

### Powierzchnia
Powierzchnia Bałtyku wraz z Kattegatem wynosi ok. 415 266 km². Bez Kattegatu Bałtyk zajmuje 392 979 km². Powierzchnia zlewni wynosi 1 721 233 km². Objętość morza wynosi 21 721 km³.

### Linia brzegowa
Linia brzegowa Bałtyku o długości ok. 8100 km jest mocno rozwinięta i urozmaicona. Składa się na to duża liczba zalewów, zatok, półwyspów oraz wysp i wysepek, szczególnie licznych przy wybrzeżach północnym i zachodnim.

### Podział
Zarówno wyznaczenie granic między Morzem Północnym a Bałtyckim oraz jego podział na mniejsze jednostki zależy od przyjętej konwencji:
- Międzynarodowe Biuro Hydrograficzne uznaje Cieśniny Duńskie za akwen odrębny od mórz, które łączą. W tym ujęciu granica Morza Bałtyckiego biegnie od punktu Falshöft w Nieby na Półwyspie Jutlandzkim (54°49'N, 9°57'E), a następnie dotyka wysp Ærø, Langeland, Lolland, Falster i Zelandia. Granica między Zelandią a Półwyspem Skandynawskim biegnie od Stevns do Falsterbo (55°23'N, 12°49'E)[3].
- Międzynarodowa Rada Badań Morza (ICES) Skagerrak, Kattegat oraz Sund włącza do ekoregionu Greater North Sea, a mniejsze cieśniny duńskie do Baltic Sea[4].
- Powszechnie za granicę Bałtyku uznaje się jednak linię między Skagen (57°54'N, 10°38'E) a Marstrand (57°53'N, 11°34'E), przez co do Bałtyku włączone są Kattegat i mniejsze cieśniny duńskie, a nie jest włączony Skagerrak[3].
- Podobną granicę przyjmuje Komisja Ochrony Środowiska Morskiego Bałtyku, według której biegnie ona równoleżnikiem 57°44,43’N[5].

Morze Bałtyckie można podzielić na mniejsze jednostki naturalne lub wydzielone umownie dla celów administracyjnych (np. wyłączne strefy ekonomiczne i wody terytorialne) lub specjalnych (np. baseny i podbaseny Komisji Helsińskiej).
Podziały naturalne
Podział Morza Bałtyckiego przy uwzględnieniu czynników morfologicznych:
1. Botnik
  1. Morze Alandzkie – między Wyspami Alandzkimi a brzegami Szwecji
  2. Morze Archipelagowe[7] – między Wyspami Alandzkimi a brzegami Finlandii
  3. Botnik Południowy (Morze Botnickie) – główny basen Zatoki Botnickiej
  4. Botnik Północny – północny basen Zatoki Botnickiej
2. Basen Gotlandzki
  1. Niecka Północnogotlandzka
  2. Niecka Zachodniogotlandzka
  3. Niecka Wschodniogotlandzka
  4. Zatoka Fińska – odcięta linią umowną od Basenu Gotlandzkiego
  5. Zatoka Ryska
  6. Zatoka Gdańska – odcięta linią umowną od Basenu Gotlandzkiego
3. Basen Bornholmski
  1. Niecka Arkońska (dawna Głębia Arkońska)
  2. Niecka Wschodniobornholmska
  3. Zatoka Pomorska
4. Morze Bełtów
  1. Sund
  2. Wielki Bełt wraz z Bełtem Langelandzkim i Bełtem Samsø
  3. Mały Bełt
  4. Zatoka Kilońska
  5. Bełt Fehmarn
  6. Zatoka Meklemburska i inne mniejsze cieśniny
5. Kattegat

Morze Bałtyckie bywa dzielone również na regiony hydrograficzne wyznaczone na podstawie zasolenia i uwarstwienia termicznego.
Podziały umowne
Komisja Ochrony Środowiska Morskiego Bałtyku (Komisja Helsińska) dzieliła Morze Bałtyckie na następujące jednostki:
- Morze Bałtyckie
  - Bałtyk Właściwy
    - Zatoka Gdańska
    - Południowy
    - Środkowy
    - Północny

  - Zatoka Botnicka
    - Morze Alandzkie
    - Morze Archipelagu
    - Morze Botnickie
    - Kwark (Kvarken Południowy i Kvarken Północny)
    - Botnik Północny

  - Zatoka Fińska
  - Zatoka Ryska
  - Zatoka Meklemburska
  - Zatoka Kilońska
- Morze Bełtów
  - Mały Bełt
  - Duży Bełt
  - Sund
- Kattegat
- Skagerrak

Podział Bałtyku Właściwego w tym ujęciu dzielił go na równoleżnikowe pasy. Podział ten później ulegał przeglądowi. Późniejszy podział na podbaseny przyjmowany przez tę komisję bardziej przypomina regionalizację naturalną, przy czym nadal granice w obrębie Bałtyku Właściwego są konwencjonalne i w znacznej mierze prostoliniowe:
- Kattegat
- Zatoki Duńskie
  - Duży Bełt
  - Sund
  - Zatoka Kilońska
  - Zatoka Meklemburska
- Bałtyk Właściwy
  - Basen Arkoński
  - Basen Bornholmski
  - Basen Gdański
  - Basen Wschodniogotlandzki
  - Basen Zachodniogotlandzki
  - Północny Bałtyk Właściwy
- Zatoka Ryska
- Zatoka Fińska
- Morze Botnickie
  - Morze Alandzkie
  - Morze Botnickie
- Zatoka Botnicka (Botnik Północny)
  - Kwark
  - Zatoka Botnicka.

Międzynarodowa Rada Badań Morza (ICES) wyróżnia obszary statystyczne. Morze Bałtyckie ma w tej regionalizacji numer 3, w tym: Skagerrak i Kattegat 3.a, Sund 3.b, Morze Bełtów 3.c, a Bałtyk Właściwy i północno-zachodnie zatoki 3d. Większe obszary dzielone są na mniejsze, które w obrębie Bałtyku Właściwego mają granice przebiegające południkowo i równoleżnikowo, przypominając regionalizację Komisji Helsińskiej (nie są wyróżniane obszary tak małe jak Morze Alandzkie czy Zatoka Gdańska).

### Największe zatoki

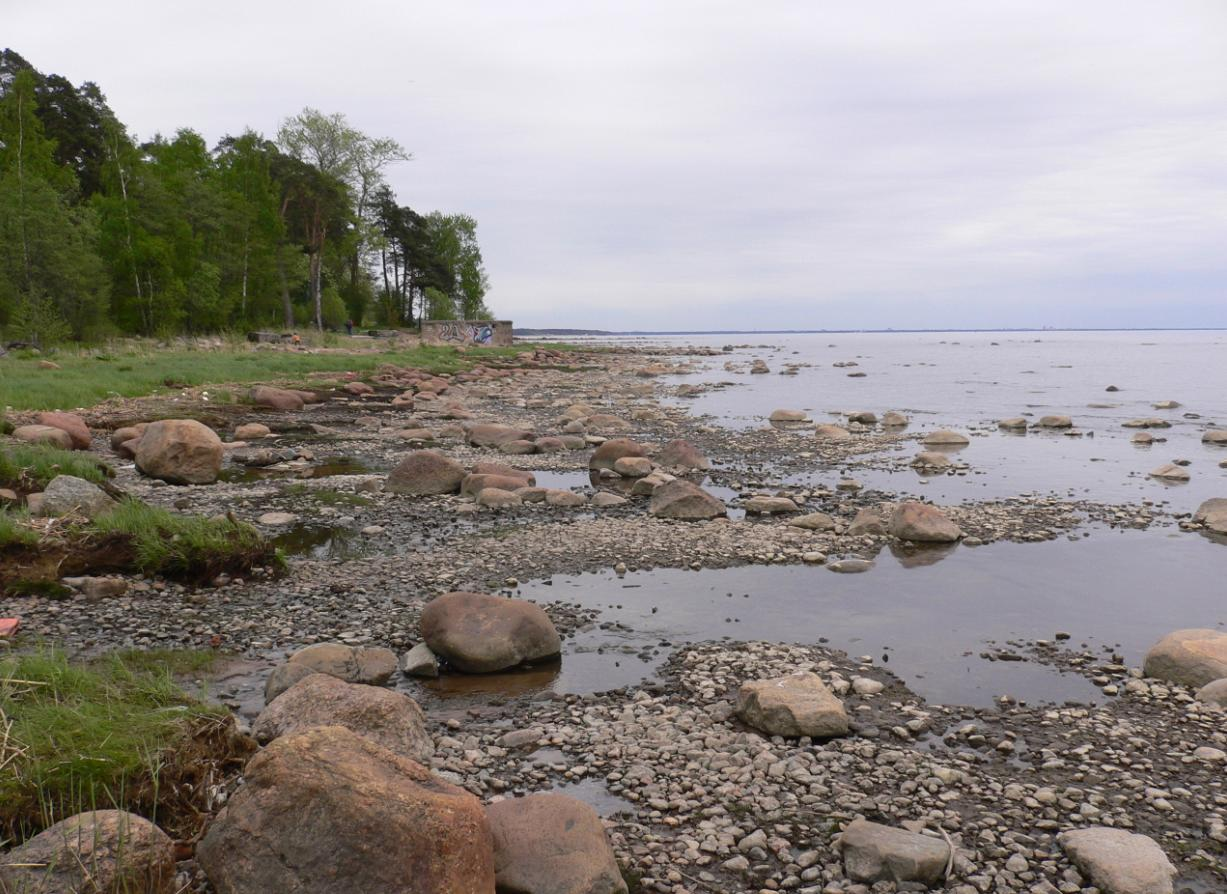
Wybrzeże Zatoki Fińskiej w Petersburgu, Komarowo (Petersburg)

Trzy wybitne rozgałęzienia Bałtyku tworzą wielkie zatoki:
- Zatoka Botnicka o powierzchni 117 000 km²,
- Zatoka Fińska o powierzchni 30 000 km²,
- Zatoka Ryska o powierzchni 17 000 km².

### Większe półwyspy
| Półwysep              | Długość km | Szerokość km | Państwo      |
| --------------------- | ---------- | ------------ | ------------ |
| Mierzeja Kurońska     | 98         | 0,4–4        | Litwa/Rosja  |
| Mierzeja Wiślana      | 60         | 0,6–2        | Polska/Rosja |
| Fischland-Darß-Zingst | 45         | 7            | Niemcy       |
| Mierzeja Helska       | 35         | 0,3–0,1–3    | Polska       |

### Wyspy
| Nazwa     | Powierzchnia [km²] | Państwo         | Ludność |
| --------- | ------------------ | --------------- | ------- |
| Zelandia  | 7031               | Dania           | 2287740 |
| Gotlandia | 3144               | Szwecja         | 57004   |
| Fionia    | 3100               | Dania           | 498481  |
| Sarema    | 2673               | Estonia         | 40312   |
| Olandia   | 1342               | Szwecja         | 23000   |
| Lolland   | 1243               | Dania           | 73000   |
| Hiuma     | 965                | Estonia         | 10000   |
| Rugia     | 935                | Niemcy          | 73000   |
| Bornholm  | 588                | Dania           | 44100   |
| Falster   | 514                | Dania           | 47000   |
| Uznam     | 445                | Niemcy · Polska | 76500   |
| Als       | 312                | Dania           | 50000   |
| Langeland | 285                | Dania           | 15000   |
| Wolin     | 265                | Polska          | 17000   |
| Muhu      | 198                | Estonia         | 1822    |
| Hailuoto  | 197                | Finlandia       | 995     |
| Fehmarn   | 185                | Niemcy          | 13036   |
| Vormsi    | 93                 | Estonia         | 3000    |
| Ærø       | 88                 | Dania           | 6863    |
| Kotlin    | 84                 | Rosja           | 42800   |

Pozostałe wyspy:

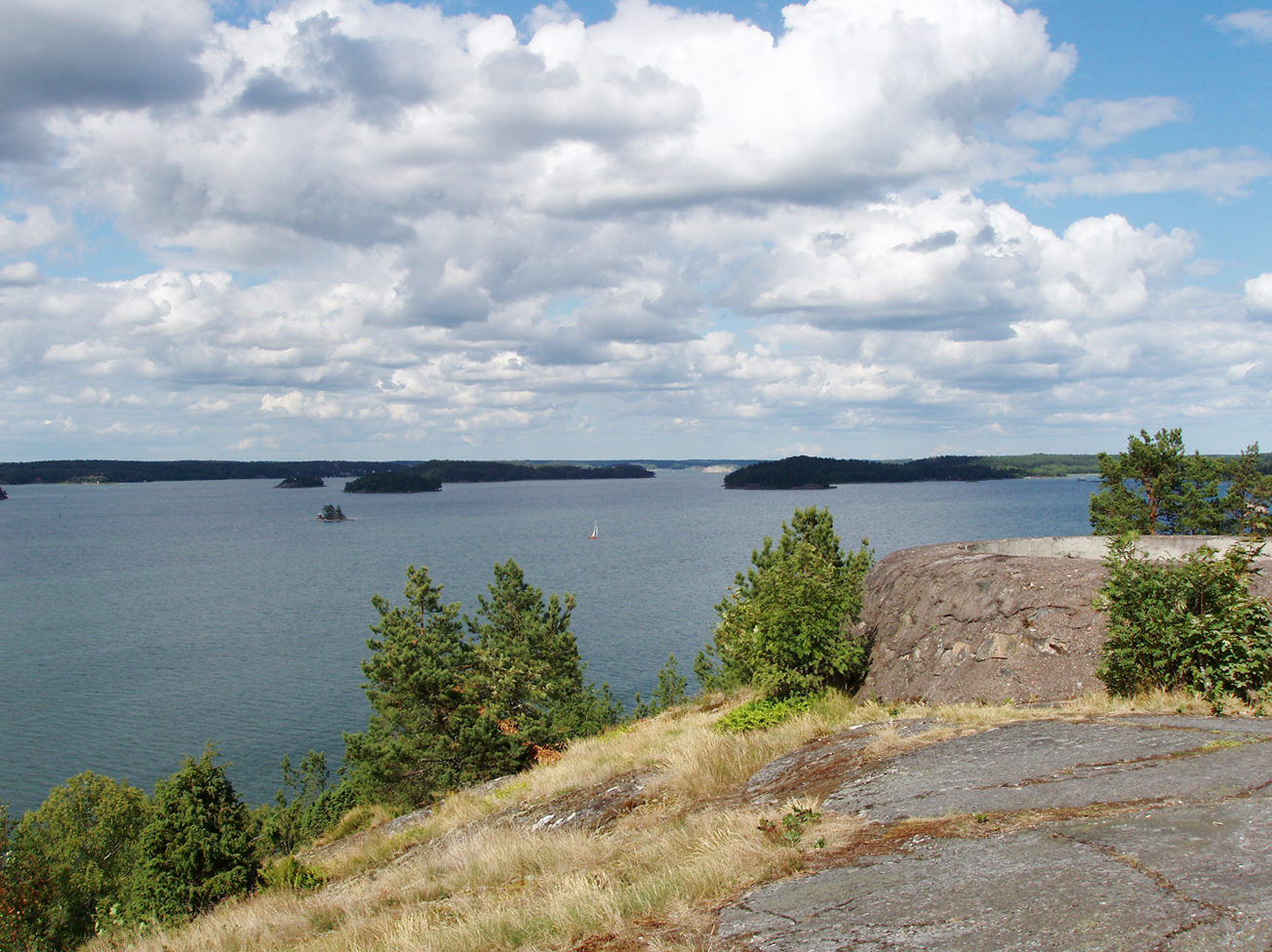
Okolice Sztokholmu – widok z wyspy Ljusterö z wysokości 52 m n.p.m.

| - Wyspy Alandzkie (ok. 6500 wysp i wysepek, Finlandia) - Valassaaret (Finlandia) - Archipelag Sztokholmski (Szwecja) - Møn (Dania) - Samsø (Dania) - Anholt - Læsø (Dania) - Gotska Sandön - Ven | - Utö - Ornö - Kimitoön - Grasö - Vallgrund - Björkö - Holmön - Ängesön |

### Głębokość
Morze Bałtyckie dzieli się na 3 wielkie baseny:
- Basen Botnicki o maksymalnym zagłębieniu 294 m
- Basen Gotlandzki o maksymalnym zagłębieniu 459 m
- Basen Bornholmski o maksymalnym zagłębieniu 105 m[1]

Średnia głębokość Bałtyku wynosi 52,3 m, maksymalna – 459 m (Głębia Landsort na północny zachód od Gotlandii). Między Gotlandią a wybrzeżem łotewskim znajduje się Głębia Gotlandzka o maksymalnej głębokości sięgającej 250 m. W Kattegacie głębokość maksymalna wynosi 109 m, ze średnią 24 m. Głębia położona najbliżej Polski – Głębia Gdańska – liczy 118 m.
Oprócz głębi i rynien charakterystyczną cechą rzeźby dna Bałtyku jest występowanie znacznych pod względem obszaru płycizn, zwanych ławicami. Zbudowane są one przeważnie z materiału piaszczysto-żwirowego i kamienistego, będącego pozostałością dawnych moren polodowcowych. Licząc od zachodu, są to ławice: Arkońska, Orla, Odrzańska, Słupska, Środkowa i Hoburg na południe od Gotlandii.

### Zasolenie
Ze względu na niskie zasolenie Bałtyk zalicza się do wód słonawych (mezohalinowych) i określa morzem półsłonym. Średnie zasolenie wynosi ok. 7‰. Na ogół waha się w granicach od 2 do 12‰, choć zimą zasolenie nie przekracza 7,8‰ w Zatoce Gdańskiej. W Kattegacie i Skagerraku wynosi ok. 20‰, w Bełtach i Zatoce Kilońskiej ok. 15–17‰, przy polskich wybrzeżach ok. 7‰, w Zatoce Puckiej spada do 6,2‰, w Zalewie Wiślanym tylko 1–3‰, w Zatoce Fińskiej i Botnickiej spada do 2‰. Stosunkowo duże różnice zasolenia w Bałtyku występują w kierunku pionowym. Słona woda jako cięższa opada ku dnu basenu. Na przykład w Basenie Bornholmskim przy powierzchni wynosi ok. 7,5‰, a przy dnie, na głębokości 100 m sięga 15–18‰.
Do Morza Bałtyckiego wpływa około 250 rzek, z których największe to: Wisła, Odra, Newa, Kemi, Niemen, Lule, Gota, Ångerman i Dźwina. Wody te parują w podobnym tempie jak woda akwenu, do którego należy zlewisko.
| rzeka    | długość [km] | średni przepływ u ujścia [m³/s] | powierzchnia zlewni [km²] |
| -------- | ------------ | ------------------------------- | ------------------------- |
| Wisła    | 1047         | 1046                            | 194 424                   |
| Odra     | 854          | 535                             | 118 861                   |
| Newa     | 74           | 2510                            | 281 000                   |
| Kemi     | 550          | 556                             | 51 400                    |
| Niemen   | 937          | 616                             | 98 200                    |
| Lule     | 461          | 515                             | 25 200                    |
| Gota     | 93           | 575                             | 50 229                    |
| Ångerman | 460          | 500                             | 31 864                    |
| Dźwina   | 1020         | 678                             | 87 900                    |

Niskie zasolenie Bałtyku spowodowane jest względnie niskimi temperaturami i związanym z tym mniejszym tempem parowania wody w obszarze szerokości geograficznych akwenu. Przykładem morza, w którym parowanie jest bardzo intensywne i zwiększa zasolenie do ok. 40‰, jest Morze Śródziemne, jak we wszystkich wodach tego zakresu szerokości geograficznej.
Ponieważ woda słona jest gęstsza od słodkiej, dno Morza Bałtyckiego jest bardziej zasolone niż jego powierzchnia. Powoduje to pionowe zróżnicowanie kolumny wodnej, czyli haloklinę, która stanowi barierę dla wymiany tlenu i składników odżywczych, sprzyjając powstaniu zupełnie odrębnych środowisk morskich.

### Poziom wód i fale

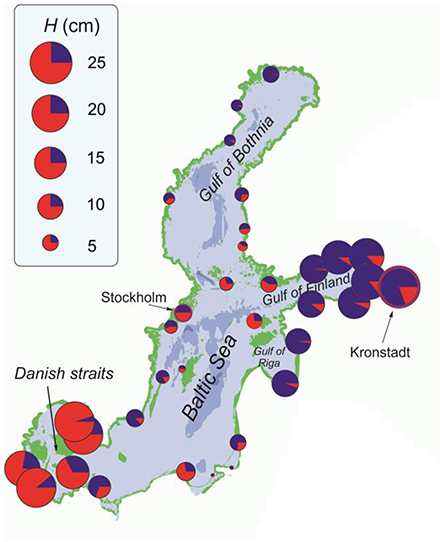
Rozkład maksymalnych wysokości pływów w Morzu Bałtyckim w okresie 100 lat. Kolory segmentów wskazują względny udział energii dobowej (niebieskiej) i półdobowej (czerwonej) w całkowitej energii oscylacji pływowych

Poziom wód Bałtyku jest wyższy niż w Oceanie Atlantyckim i Morzu Północnym i wynika z jego śródlądowego położenia. Powodem jest zbyt słaba wymiana wód przez wąskie Cieśniny Duńskie, aby nastąpiło pełne wyrównanie poziomów. W cieśninach wody piętrzą się zależnie od kierunku wiatrów, które albo pchają wody oceaniczne w głąb Bałtyku, lub na odwrót – wypychają je z niego.
Przypływ, będący wynikiem przyciągania wód morskich przez Księżyc i Słońce, jest na Bałtyku nieznaczny i wynosi: w Kopenhadze 24 cm, w Świnoujściu 8 cm, w Zatoce Gdańskiej 3 cm, w Kłajpedzie 4 cm, zaś w Zatoce Fińskiej na skutek jej ciasnoty wzrasta znów do 6–8 cm. Sejsze, wywołane głównie różnicami ciśnienia atmosferycznego w różnych punktach basenu, mają amplitudę rzadko przekraczającą 30 cm. Spiętrzenia wody wywołane silnymi wiatrami sięgają od 50 cm na brzegach otwartego morza do 2 m i więcej w cieśninach i w głębi zatok. W listopadzie 1824 r. wody nagnane przez wiatr podniosły poziom morza w Petersburgu o 410 cm, natomiast w 1924 r. o 369 cm.
Bałtyk jest morzem burzliwym, a fale są krótkie i strome. Typowa wysokość fali wynosi 5 m. W czasie silnych sztormów fale są gwałtowne, nieuporządkowane, często odbite i nadbiegające z różnych kierunków, a ich wysokość sięga prawie do 10 m. 23 grudnia 2004, w czasie sztormu w rejonie północnego Bałtyku, zarejestrowano pojedynczą falę o wysokości prawie 14 m. Odległości między grzbietami fal są przy tym niewielkie, sięgają zaledwie 50 m.
Najsilniejsze falowania wywołane są przez cyklony (niże baryczne), nadciągające z zachodu lub ze wschodu. Morze jest najbardziej burzliwe w styczniu, najspokojniejsze w czerwcu. Na polskim wybrzeżu Bałtyku rocznie notuje się 20–25 dni sztormowych.
Bałtyckie sztormy są niebezpieczne dla żeglugi. W ostatnich latach podczas sztormów zatonęły duże promy: 14 stycznia 1993 polski „Jan Heweliusz”, 28 września 1994 estoński MS „Estonia”, a 1 listopada 2006 szwedzki rorowiec MS „Finnbirch”.
Temperatura wody powierzchniowej w zależności od pory roku wynosi od -0,5 do +20 °C.
Temperatura wód przy polskim wybrzeżu jest uzależniona od wiatrów. Wiatry zachodnie ocieplają wodę, wschodnie – oziębiają ją.

### Zlodzenie
Lód skuwa zatoki: Botnicką, Fińską i Ryską oraz zalewy i mniejsze zatoki. Grubość lodu dochodzi do 70 cm w północnej części Zatoki Botnickiej. Pokrywa lodowa formuje się tam w wąskim pasie przybrzeżnym, ale w centralnych obszarach każdego z tych basenów zalega już jedynie odmiana gęstej kry, tzw. pak lodowy. Morze zaczyna zamarzać najpierw przy brzegu, najwcześniej w połowie listopada, a rozmarza w maju, co obserwowano także w ostatnich latach. Wyspy północnego Bałtyku, jak Hiuma, Sarema i archipelag u wejścia do Zatoki Botnickiej uzyskują zimą połączenie z lądem stałym, jak np. na początku 2009 roku.
W źródłach historycznych opisano kilkakrotne zamarznięcie Zatoki Meklemburskiej, dzięki czemu był możliwy transport saniami z Rostocku i Lubeki na wyspy duńskie. Zlodzeniu akwenu wydaje się sprzyjać znacznie mniejsza głębokość zachodniej części Bałtyku niż obszarów rozciągających się bardziej na wschód i najwyraźniej z tego powodu zdecydowanie brak takich opisów dla wybrzeża polskiego. Kilkakrotnie opisano przeprawy po lodzie między Gdańskiem a Helem, a współcześnie Zatoka Pucka zamarza każdej bardziej mroźnej zimy (np. co roku w latach 2009–2011). Jednak zasięg zlodzenia kończy się zawsze jedynie na Helu. Jeden tylko opis, powstały w roku 1423, relacjonuje wyprawę saniami z Gdańska na wyspy duńskie. W tym samym roku możliwe były podobno przeprawy po lodzie z Prus, które być może kronikarz utożsamił z Brandenburgią, do Lubeki oraz z Meklemburgii do Danii. Wzmiankowana relacja powstała na samym początku minimum Spörera, co wskazywałoby, jeżeli traktować tę dosłownie, na brak większego związku ze zmianami na Słońcu, których zresztą astronomowie nie byli w stanie wtedy rejestrować.
Wiadomo o innym, bardziej współczesnym opisie, w którym biskup Andrzej Chryzostom Załuski, opisując niezwykle mroźną zimę lat 1708/1709, zanotował, co następuje: „Morze Bałtyckie jak tylko okiem nawet uzbrojonem dosięgnąć można było, do dnia 8 kwietnia, grubym lodem było pokryte”. Z cytowanej relacji nie wynika jednak czy był to lód stały, czy zwykła kra, jak również czy wzmiankowane pole lodowe obserwowano na otwartym morzu, a nie w obszarze często zlodzonego Zalewu Wiślanego.
Podobne do opisanych wcześniej raportów o przedostawaniu się po lodzie do Szwecji mogą natomiast dotyczyć jedynie obszaru często zamarzającej Zatoki Fińskiej, bo kiedyś kraj ten rozciągał się również na tereny Finlandii. Znany jest taki właśnie opis z roku 1460, kiedy to podróżowano z Rewla w Inflantach, położonego na południowym brzegu Zatoki Fińskiej, do Szwecji, ale podobno również do Danii. Od roku 1406 do końca wieku w skład terytorialny Danii wchodziła także Gotlandia, a sto lat wcześniej, w roku 1306, Bałtyk zamarzł właśnie między Olandią, Gotlandią i Estonią, podczas gdy południowe wybrzeże morza, poza Zatoką Meklemburską, pozostało najwyraźniej wolne od stałego lodu. Być może nieco podobnie należałoby tłumaczyć wzmiankowany wcześniej opis z roku 1423.
Od roku 1900 południowy Bałtyk nie zamarzł ani razu, natomiast często pojawia się kra, zwłaszcza w pobliżu Zatoki Meklemburskiej. Mimo dużego zasięgu zlodzenia, jaki można ustalić, korzystając z rysunku w publikacji Krzysztofa Kożuchowskiego, Morze Bałtyckie nie zamarzło całkowicie również w latach 1739–1740, 1753–1754, 1788–1789, 1798–1799, 1808–1809, 1829–1830, 1866–1867, 1870–1871, 1876–1877, 1880–1881, 1887–1888, 1892–1893, 1939–1940, 1941–1942, 1946–1947. Ponadto okresy te nie pokrywają się z latami, gdy obserwowano duże pola kry w zachodniej części akwenu, co mogłoby świadczyć o bardzo mroźnych zimach na Półwyspie Jutlandzkim.
W roku 1987 ok. 96% powierzchni Bałtyku zajmowała kra, ale nie tworzyła jednolitej pokrywy, po której można by przemieszczać się saniami. Stały lód pojawił się wówczas, tak jak podczas innych mroźnych zim, jedynie w wąskim przybrzeżnym pasie zatok Botnickiej i Fińskiej, zaś na całej rozciągłości polskiego wybrzeża obserwowano mniej gęstą krę. Luźna kra u zachodnich wybrzeży Polski, na odcinku od Świnoujścia do Kołobrzegu, pojawiła się również w lutym 2010. Z lokalnej prasy wiadomo też, że pole lodowe rozciągało się po horyzont na wysokości Świnoujścia, zaś z zamieszczonej na stronie internetowej fotografii wynika, że podobnie morze wyglądało w Jarosławcu, tworząc gdzieniegdzie w pobliżu brzegu piętrzące się zwały lodu (Trzęsacz, Rewal); patrz zdjęcia.
Duża czasowa rozciągłość małej epoki lodowcowej powoduje, że wszystkie opisy niezwykłych zjawisk lodowych znane z wieku XIV, XV, XVI i XVII powstały w czasie trwania jednego i tego samego epizodu klimatycznego.

### Temperatura wody
|                 | Sty | Lut | Mar | Kwi | Maj  | Cze  | Lip  | Sie  | Wrz  | Paź  | Lis | Gru | Rok  |
| --------------- | --- | --- | --- | --- | ---- | ---- | ---- | ---- | ---- | ---- | --- | --- | ---- |
| Gdynia          | 3,2 | 2,7 | 2,2 | 4,5 | 10,0 | 14,9 | 18,4 | 19,1 | 17,3 | 13,2 | 9,6 | 5,9 | 10,0 |
| Sopot           | 3,3 | 2,8 | 2,4 | 4,8 | 10,1 | 15,1 | 18,5 | 19,2 | 17,4 | 13,3 | 9,7 | 6,1 | 10,0 |
| Kamień Pomorski | 2,6 | 2,6 | 2,6 | 5,7 | 10,1 | 15,7 | 18,4 | 18,9 | 17,2 | 13,1 | 9,0 | 5,5 | 10,1 |
| Gdańsk          | 3,3 | 2,8 | 2,4 | 4,8 | 10,1 | 15,1 | 18,5 | 19,2 | 17,4 | 13,3 | 9,7 | 6,1 | 10,2 |

## Historia geologiczna
Morze Bałtyckie jest jednym z najmłodszych mórz Oceanu Atlantyckiego. Liczy około 12 tys. lat. W swoim rozwoju przechodziło kilka faz, kształtując się na obszarze pierwotnego lądu zwanego Fennoskandią (prawdopodobnie w starej dolinie hipotetycznej eoceńskiej rzeki Eridan). Niekiedy traciło kontakt z oceanem, stając się olbrzymim jeziorem.
- Bałtyckie Jezioro Lodowe, 12–10 tys. lat temu
- Morze Yoldiowe, 10–9 tys. lat temu
- Jezioro Ancylusowe, 9–8 tys. lat temu
- Morze Litorynowe, 8–4 tys. lat temu
- Morze Mya, 4 tys. lat temu – do dziś

## Nazwa
Historyczne nazwy:
- łac. Barbarum fretum[potrzebny przypis]
- Morze Swebów, łac. Mare Suebicum; Tacyt, I wiek
- łac. Sarmaticos Okeanos (Ocean Sarmacki); Klaudiusz Ptolemeusz,  Geografia III. 5.1, II w.
- Zatoka Wenedzka (południowa część Bałtyku); Ptolomeusz, II w.
- Ostsea; Wulfstan, IX w.
- Morze Rusów – Waregów, Bar ar-Rus was-Saqaliba (Morze Rusów i Saqaliba); kronikarze arabscy Al-Biruni, Al-Masudi, VIII – XI w.
- Ostarsalt; rocznik frankoński
- Morze Otaczające; Ibrahim ibn Jakub, 965
- Bałtyk, łac. sinus Balticus; pierwsza wzmianka z drugiej połowy XI w. autorstwa Adama z Bremy
- Morze Waregów; Nestor, 1115
- Morze Gockie (łac. Mare Goticum); Olaus Magnus, 1539

Obecna nazwa morza w różnych językach jest albo określeniem zależnym od położenia – morze wschodnie lub morze zachodnie, albo wariantem występującej również w języku polskim nazwy bałtyckie:
- w językach germańskich prócz angielskiego jest to morze wschodnie: w duńskim (Østersøen), niderlandzkim (Oostzee), niemieckim (Ostsee), norweskim (Østersjøen) i szwedzkim (Östersjön);
- w języku fińskim nazwa Itämeri również oznacza morze wschodnie, mimo że Bałtyk znajduje się na zachód od Finlandii. W tym wypadku jest to tłumaczenie szwedzkiej nazwy Östersjön – pozostałość z czasów, kiedy Finlandia była częścią Szwecji (do 1809 roku);
- w języku estońskim nazwa morza pochodzi od położenia geograficznego i jest to morze zachodnie (Läänemeri);
- bałtycki w różnych wariantach językowych występuje, prócz polskiego, w angielskim (Baltic Sea), łacińskim (Mare Balticum), francuskim (Mer Baltique), włoskim (Mare Baltico), rumuńskim (Marea Baltică), hiszpańskim i portugalskim (Mar Báltico), kaszubskim (Bôłt), czeskim (Baltské moře), rosyjskim (Балтийское море, Балтика), łotewskim (Baltijas jūra), węgierskim (Balti-tenger) i litewskim (Baltijos jūra).

Nazwę Bałtyk (łot. Baltijas jūra) Łotysze wywodzą od słowa baltais – łot. biały.

## Zanieczyszczenia
Bałtyk jest jednym z najbardziej zanieczyszczonych mórz na świecie. W 1973 podpisano Konwencję Gdańską o rybołówstwie i ochronie żywych zasobów Bałtyku i Bełtów. W 1974 siedem państw nadbałtyckich podpisało drugą Międzynarodową Konwencję Bałtycką w Helsinkach. Ciągle jednak Bałtyk pozostaje jednym z najbardziej zanieczyszczonych mórz na świecie.
Czynnikami, które wpływają na zanieczyszczenie wód Bałtyku, są m.in.: budowa rowów melioracyjnych, intensywne uprzemysłowienie, rozwój i powstawanie nowych miast oraz okoliczne ścieki i odpady.
Ocenia się, że największym problemem ochrony Morza Bałtyckiego jest eutrofizacja. Jej głównymi przyczynami są nadmierne ładunki azotu i fosforu, które pochodzą z obszarów lądowych w zlewni Bałtyku, a także obszarów spoza niej. Stwierdzono, że Morze Bałtyckie w ciągu XX wieku zmieniło swój charakter z oligotroficznego (o przejrzystych wodach) w mocno zeutrofizowane. Jako że wymiana wód z bardziej słonym i lepiej utlenionym Morzem Północnym jest ograniczona, opadająca na dno Bałtyku materia organiczna w trakcie swojego rozkładu powoduje zużycie dostępnego tlenu i wytwarzanie siarkowodoru, przez co tworzą się na dnie strefy martwych wód.
Po wkroczeniu wojsk alianckich i radzieckich na teren Niemiec odkryte zostały duże ilości amunicji chemicznej oraz zapasów bojowych środków trujących w pojemnikach. Na mocy konferencji poczdamskiej znalezioną broń chemiczną postanowiono zatopić w Morzu Bałtyckim. Głównymi miejscami jej zatopienia stały się: południowo-wschodnia część Głębi Gotlandzkiej, wschodnia część Głębi Bornholmskiej oraz cieśniny Mały Bełt i Skagerrak, jednak nie są to jedyne miejsca, w których zatopiona broń chemiczna może się znajdować (pojemniki były wyrzucane ze statków także na trasach transportu do wyznaczonych stref, a część mogła dryfować na znaczne odległości, w dodatku część dokumentacji dotycząca zatapiania broni chemicznej mogła nie zostać do tej pory ujawniona). Szacuje się, że zatopionych zostać mogło od 6000 do 13 000 samych bojowych środków trujących (przy założeniu, że stanowią one średnio 15% masy amunicji), głównie takich środków jak iperyt siarkowy, arsyny (difenylochloroarsyna, difenylocyjanoarsyna, adamsyt), tabun czy fosgen. Jednym z zagrożeń stwarzanych przez zatopioną broń chemiczną jest możliwość wyłowienia środków trujących z morza przez załogi kutrów rybackich i skażenie sprzętu oraz ludzi (pierwsze takie przypadki odnotowano już w 1947 roku). Oddziaływanie broni chemicznej na środowisko morskie jest jednak słabo zbadane. W przypadku iperytu siarkowego prawdopodobnie nie istnieje istotne ryzyko dla flory i fauny, choć część organizmów wykazuje wyższą wrażliwość (np. niektóre odmiany glonów czy skorupiaków). Związki arsenu mogą jednak ulegać bioakumulacji i po rozkładzie w środowisku mogą pozostać nieorganiczne związki arsenu o mniejszej toksyczności. W obu przypadkach najprawdopodobniej nie istnieje ryzyko dla konsumentów, zwłaszcza że wyłowione ryby podlegają kontroli.

## Państwa leżące nad Morzem Bałtyckim
- Dania
- Estonia
- Finlandia
- Litwa
- Łotwa
- Niemcy
- Polska
- Rosja
- Szwecja

## Zlewisko Bałtyku
Zlewisko Bałtyku rozciąga się od Karpat i Sudetów po rejony znajdujące się za kołem podbiegunowym północnym. Charakterystyczną cechą zlewiska Bałtyku jest występowanie znacznej liczby jezior, spośród których największe to Ładoga i Onega.
Do Morza Bałtyckiego uchodzi około 200 cieków. Spośród nich według danych z XX w. największy średni roczny przepływ, zbliżający się do 2 500 m³·s-1 ma Newa. Przepływ powyżej 1000 m³·s-1 ma też Wisła, kolejne mają mniejszy. Następne są Dźwina, Niemen i Odra. Rzek o przepływie większym niż 50 m³·s-1 jest łącznie 32.

## Żegluga morska
Bałtyk jest akwenem o dużym natężeniu żeglugi handlowej, miesięcznie przepływa przez Morze Bałtyckie 3500 do 5500 statków handlowych, w każdym zaś momencie na tym akwenie znajduje się około 2000 statków.
Największymi portami są porty w Ust´-Łudze, Primorsku oraz Petersburgu, a także porty z krajów Unii Europejskiej: Wolny Port Ryga (Łotwa), Port w Göteborgu (Szwecja), Port w Kłajpedzie (Litwa), Port w Gdańsku (Polska), Port w Tallinnie (Estonia).

## Biologia

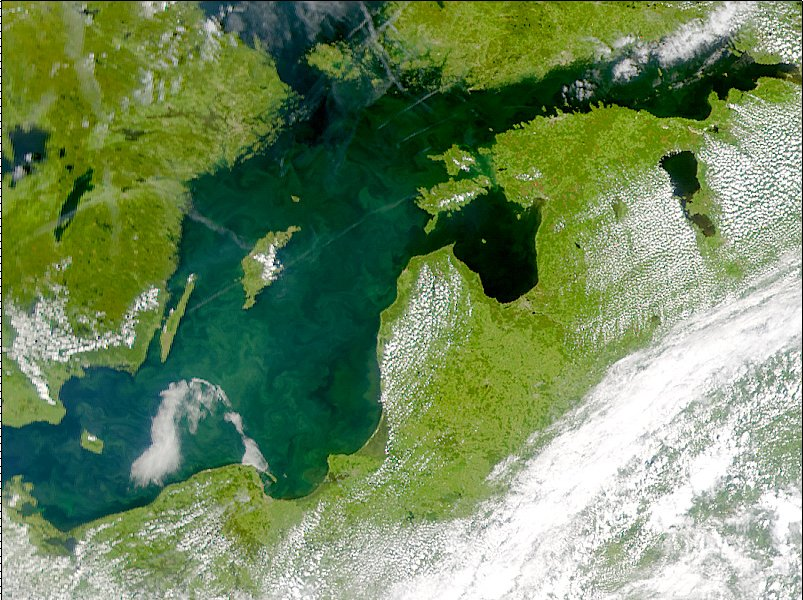
Zakwit fitoplanktonu. 3.06.2001

Zoogeograficznie Morze Bałtyckie tworzy oddzielną dzielnicę bałtycką. Ze względu na niskie zasolenie jest ona wyjątkowo uboga biologicznie. Dla porównania w sąsiednim Morzu Północnym biomasa jest pięciokrotnie wyższa. Niskie zasolenie stanowi barierę nie do pokonania dla bardzo wielu zwierząt. Oprócz zachodnich krańców nie występuje ani jeden gatunek szkarłupni będącej ważnym składnikiem zwierzostanu innych mórz. Całkowicie brak chitonów, walconogów, głowonogów, ramienionogów i ściśle morskich ślimaków. Mięczaki ściśle morskie są reprezentowane tylko przez sześć gatunków małżów. Bardzo skromnie reprezentowane są jamochłony, wstężnice i pierścienice. Nieliczne zwierzęta słonowodne jak omułki, małgwie, chełbia, śledzie czy dorsze żyjące w Bałtyku są o połowę mniejsze niż w Morzu Północnym. Z drugiej strony niskie zasolenie umożliwia tu życie wielu rybom słodkowodnym.
Wlewające się do Bałtyku słone wody, z powodu większej gęstości, pozostają przy dnie i są izolowane od atmosfery warstwą mniej słonych wód powierzchniowych. Z tego powodu około 1/4 dna Bałtyku jest w strefie beztlenowej, gdzie rozwijające się bakterie wydzielają siarkowodór.

### Fauna Bałtyku
Fauna Bałtyku jest stosunkowo uboga.

- kręgouste
  - minóg morski[32]
  - minóg rzeczny[33]
- ryby
  - koleń pospolity[34]
  - płaszczka gwiaździsta
  - jesiotr ostronosy
  - węgorz europejski[33]
  - śledź bałtycki[33]
  - szprot[33]
  - parposz[33]
  - aloza[32]
  - sardela europejska[33]
  - łosoś[33]
  - troć wędrowna[33]
  - pstrąg tęczowy[33]
  - sieja pospolita[33]
  - stynka[33]
  - szczupak[33]
  - leszcz[33]
  - ciosa[33]
  - certa[33]
  - płoć[33]
  - boleń[33]
  - dorsz[33]
  - witlinek[33]
  - plamiak[33]
  - rdzawiec[33]
  - motela[33]
  - ciernik (kolka)[33]
  - cierniczek[33]
  - pocierniec[33]
  - iglicznia[33]
  - wężynka[33]
  - belona[33]
  - makrela[33]
  - miecznik (włócznik)[34]
  - sandacz[33]
  - okoń[33]
  - węgorzyca[33]
  - taśmiak długi[33]
  - ostropłetwiec[33]
  - kur diabeł (diabeł morski)[33]
  - kur głowacz[33]
  - kur rogacz[33]
  - kurek szary[33]
  - tobiasz[33]
  - dobijak[33]
  - babka czarna[33]
  - babka piaskowa[33]
  - babka czarnoplamka[33]
  - babka mała[33]
  - babka bycza (jako gatunek inwazyjny)
  - żabnica
  - tasza[33]
  - lisica[33]
  - dennik[33]
  - skarp (turbot)[33]
  - nagład[32]
  - gładzica[33]
  - stornia[33]
  - zimnica[33]
- ssaki
  - szarytka morska[33]
  - nerpa obrączkowana[33]
  - foka pospolita[33]
  - morświn zwyczajny[33]
- gąbki wodne
  - nawodnik rzeczny (gąbka rzeczna)[33]
  - powłócznica chlebowa (gąbka chlebowa)[33]
  - gąbka bezszkieletowa[33]
- jamochłony
  - ukwiał tęgoczułki[33]
  - ukwiałek arkoński[33]
  - piórówka świecąca[35]
  - chełbia modra[33]
  - bełtwa festonowa (bełtwa włosiennik)[33]
  - meduza kompasowa[35]
  - fialidium[33]
  - gałęzatka (kordylofora)[33]
  - klawa[33]
  - rozkrzelipka (sertularia)[35]
  - obelia[35]
  - laomedea zwyczajna[33]
  - laomedea bałtycka[33]
  - kampanulina[33]
  - stułbia bezczułkowa[33]
- żebropławy
  - żebropław groszkówka[33]
  - Mnemiopsis leidyi
- niezmogowce
  - priapulus[33]
  - halikryptus[33]
- wstężniaki
  - lineus[33]
- wieloszczety
  - mysz morska (złotorunka)[33]
  - nereida różnokolorowa[33]
  - neftyda[33]
  - anaitida[33]
  - trochocheta[33]
  - kapitella[33]
  - heteromastus[33]
  - nalepian rybik (piaskówka)[33]
  - skalibregma[33]
  - skrzeloń (terebelides)[33]
- kikutnice (pająki morskie)
  - kikutnica czerwona[33]
- skorupiaki
  - krab wełnistoszczypcy (krab wełnistoręki)[33]
  - krab brzegowy (raczyniec jadalny)[33]
  - krabik amerykański[33]
  - pustelnik bernardyn[36]
  - krewetka bałtycka[33]
  - krewetka elegancka (krewetka atlantycka)[37]
  - krewetka zmienna (krewetka wiślana, pływająca)[33]
  - garnela[33]
  - lasonogi (8 gatunków)
  - pośródek pospolity[33]
  - kiełże (przynajmniej 6 gatunków)[33]
  - zmieraczek plażowy[33]
  - zmieraczek zatokowy[33]
  - zmieraczek zalewowy[33]
  - zmieraczek zwyczajny[33]
  - bełkaczek (4 gatunki, w tym bełkaczek pospolity)[33]
  - hyperia[33]
  - metopa[33]
  - batyporeja (piaszczyk)[33]
  - pontoporeja (2 gatunki)[33]
  - podwój wielki[33]
  - podwoik (3 gatunki)[33]
  - stulnik (2 gatunki)[33]
  - eurydyka[33]
  - jera (3 gatunki)[33]
  - kleszczuga bałtycka[33]
  - dłużlik[33]
  - ligia oceaniczna (psotówka)[35]
  - pąkla[33]
- mięczaki
  - rogowiec bałtycki[33]
  - rogowiec wapienny[33]
  - sercówka pospolita (sercówka jadalna)[33]
  - sercówka drobna – endemit Bałtyku[33]
  - małgiew piaskołaz (piaskołaz wielki)[33]
  - cyprina islandzka[33]
  - astarta północna[33]
  - astarta zachodnia[33]
  - omułek jadalny[33]
  - pobrzeżka (brzegówka, więcej niż 1 gatunek)[35]
  - zawitka[35]
  - wodożytka (5 gatunków)[33]
  - rozdepka rzeczna[33]
  - błotniarka bałtycka (forma bałtycka błotniarki jajowatej)[33]
  - alderia[33]
  - embletonia blada[33]
  - lamelidoris[33]
  - wypławczak garbaty (limaponcja)[33]
- mszywioły
  - siatecznik (2 gatunki, w tym siatecznik bałtycki)[33]

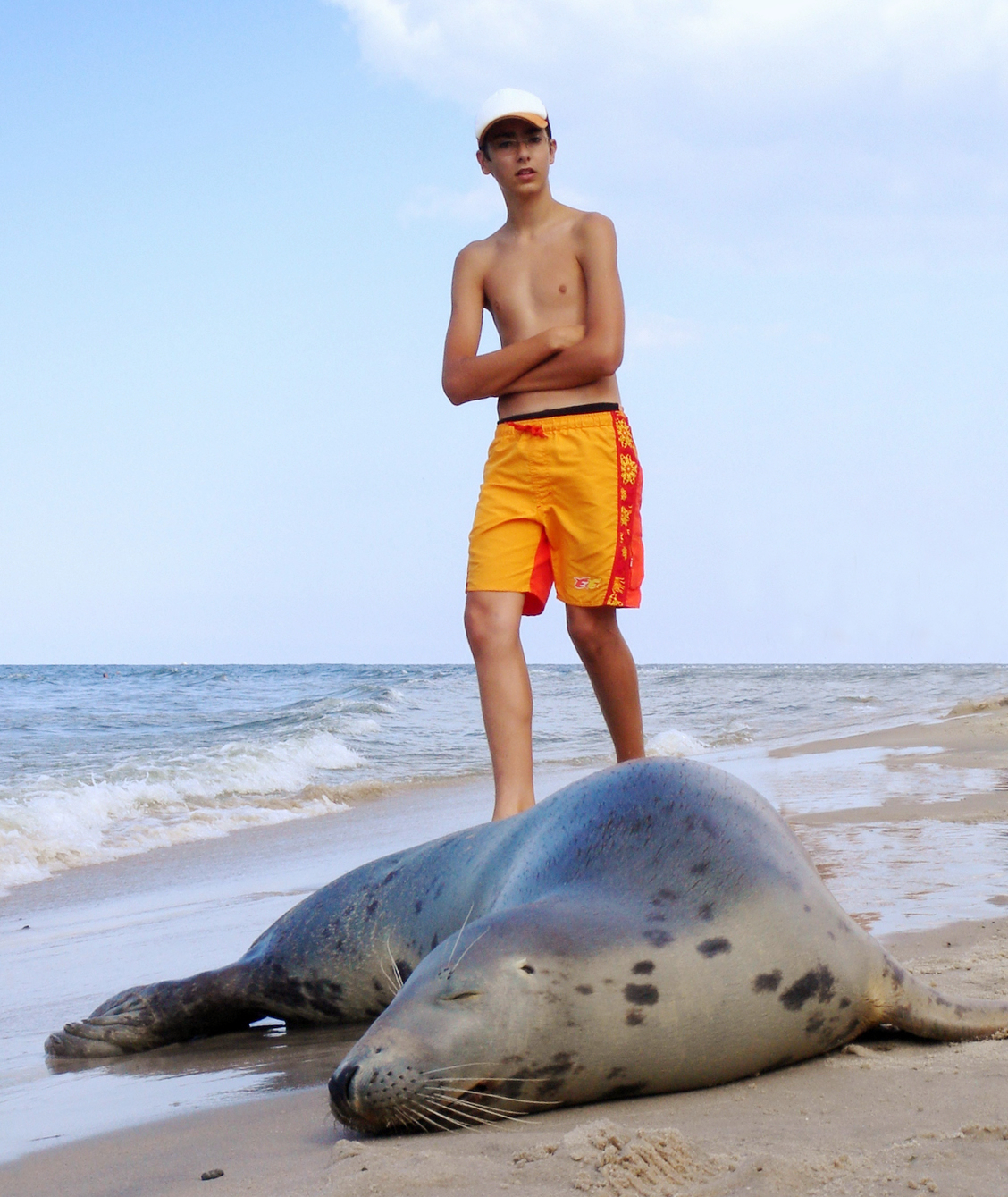
Foka szara drzemie na plaży w Niechorzu

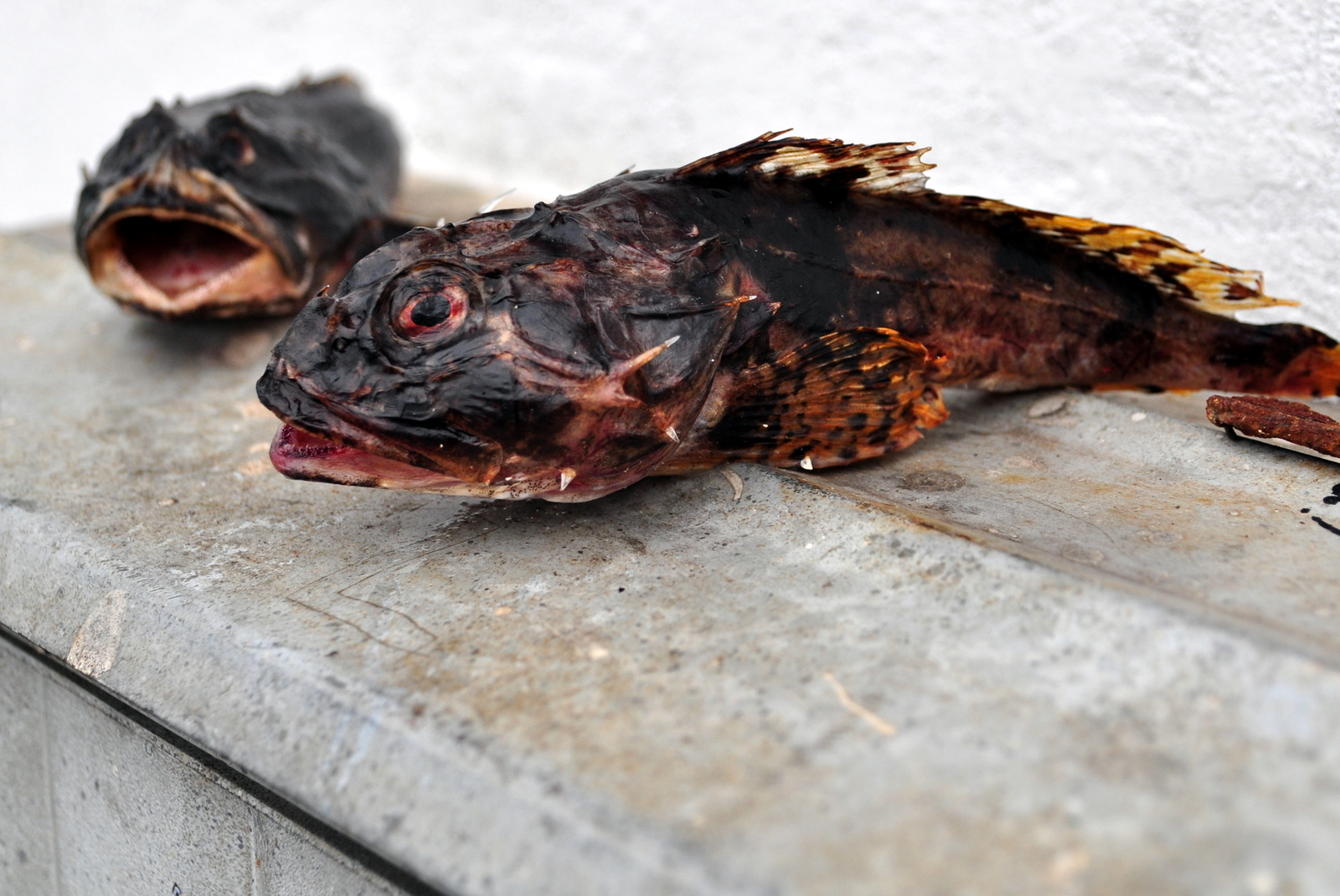
Kur diabeł

  - kallopora[33]
  - alcjonidium[33]
- szkarłupnie
  - rozgwiazda czerwona[33]
  - wężowidło białawe[33]
- szczecioszczękie
  - strzałka bałtycka[33]
  - strzałka mała[33]
- żachwy
  - dendrodoa[33]
  - przejrzystka[36]
- ogonice
  - fritilaria[33]
  - ojkopleura[33]

### Flora Bałtyku
Glony wielokomórkowe występują na płytkich wodach Bałtyku (do 30 m).
- rośliny naczyniowe
  - włosienicznik Baudota
  - wywłócznik kłosowy
  - zostera morska (trawa morska)
  - rdestnica przeszyta
  - rdestnica grzebieniasta
  - rdestnica nitkowata
  - rupia morska
  - zamętnica błotna
  - jezierza morska
- zielenice
  - ulwa sałatowa (sałata morska)
  - monostroma bałtycka – endemit bałtycki
  - taśma
  - gałęzatka
  - ramienica bałtycka
  - ramienica szorstka
  - ramienica kędzierzawa (rosocha morska)

- brunatnice
  - morszczyn pęcherzykowaty
  - morszczyn piłkowany
  - strunka witkowata
  - kłosek
  - pilajella
- krasnorosty
  - żebrowiec krwisty
  - widlik
  - rozróżka
  - kraśnica ciemna
  - rurecznica
  - hildenbrandia Hildenbrandia rubra

## Galeria

Morze Bałtyckie
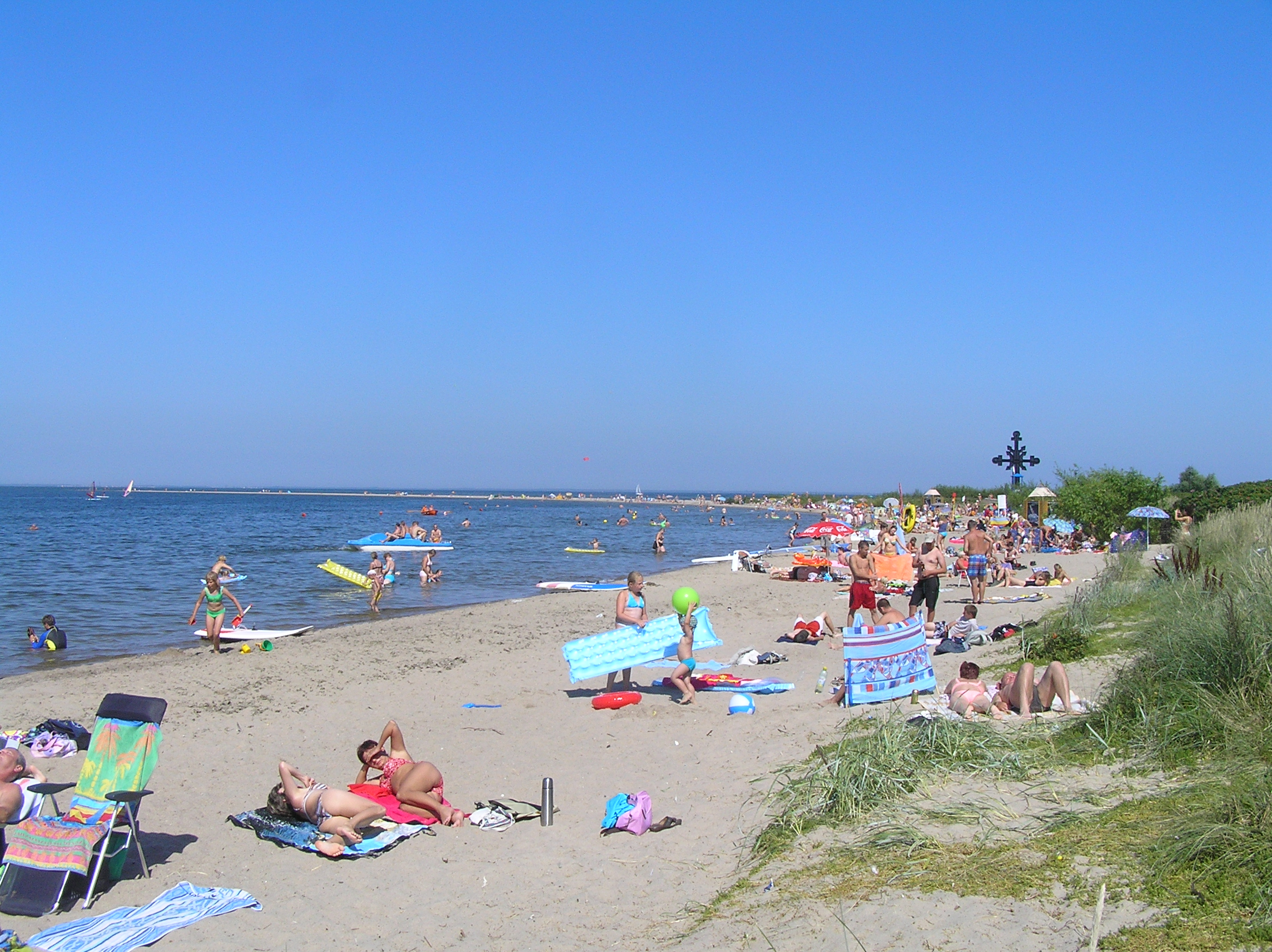
Plaża w Rewie
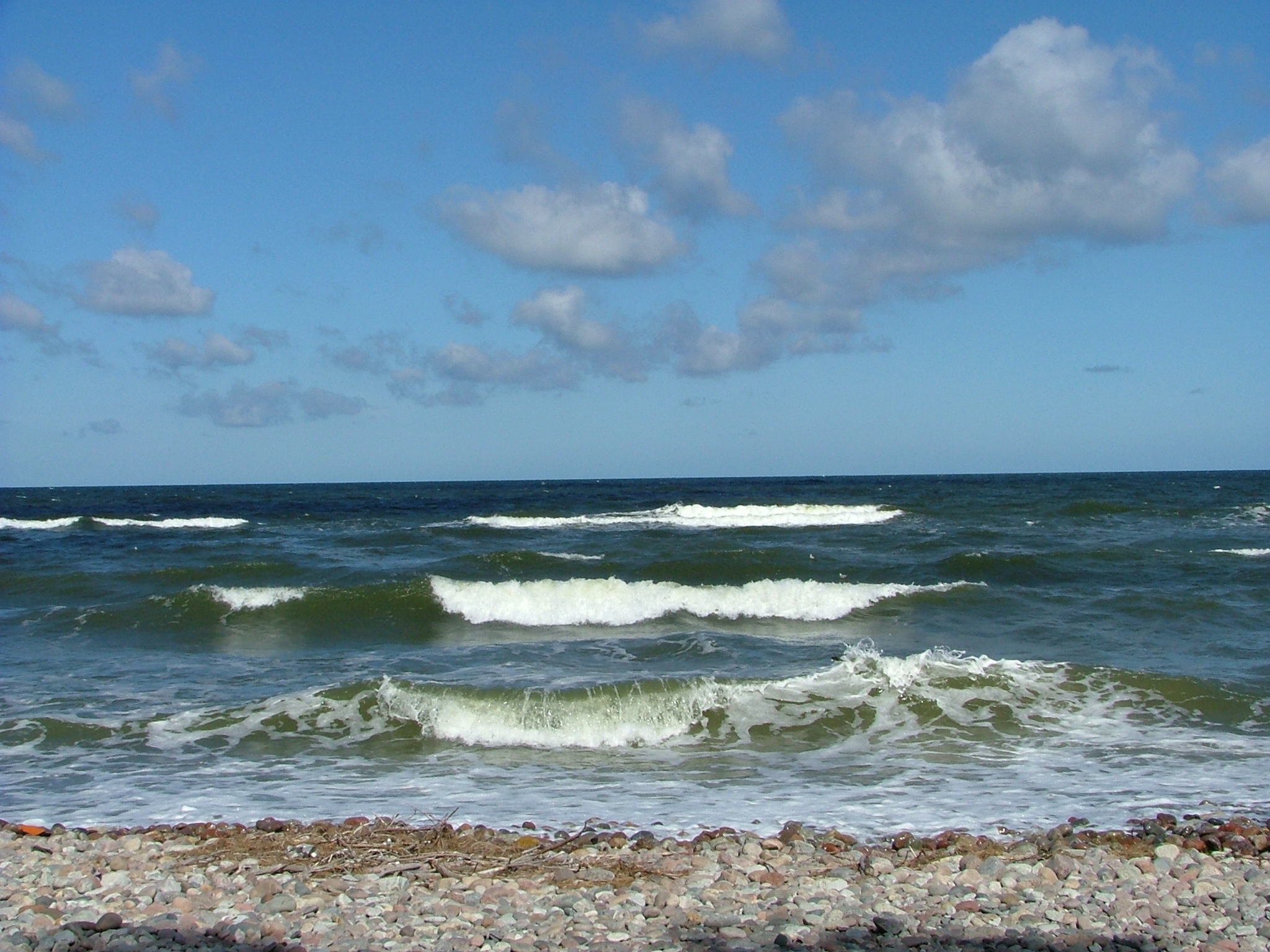
Kamienista plaża w Jarosławcu
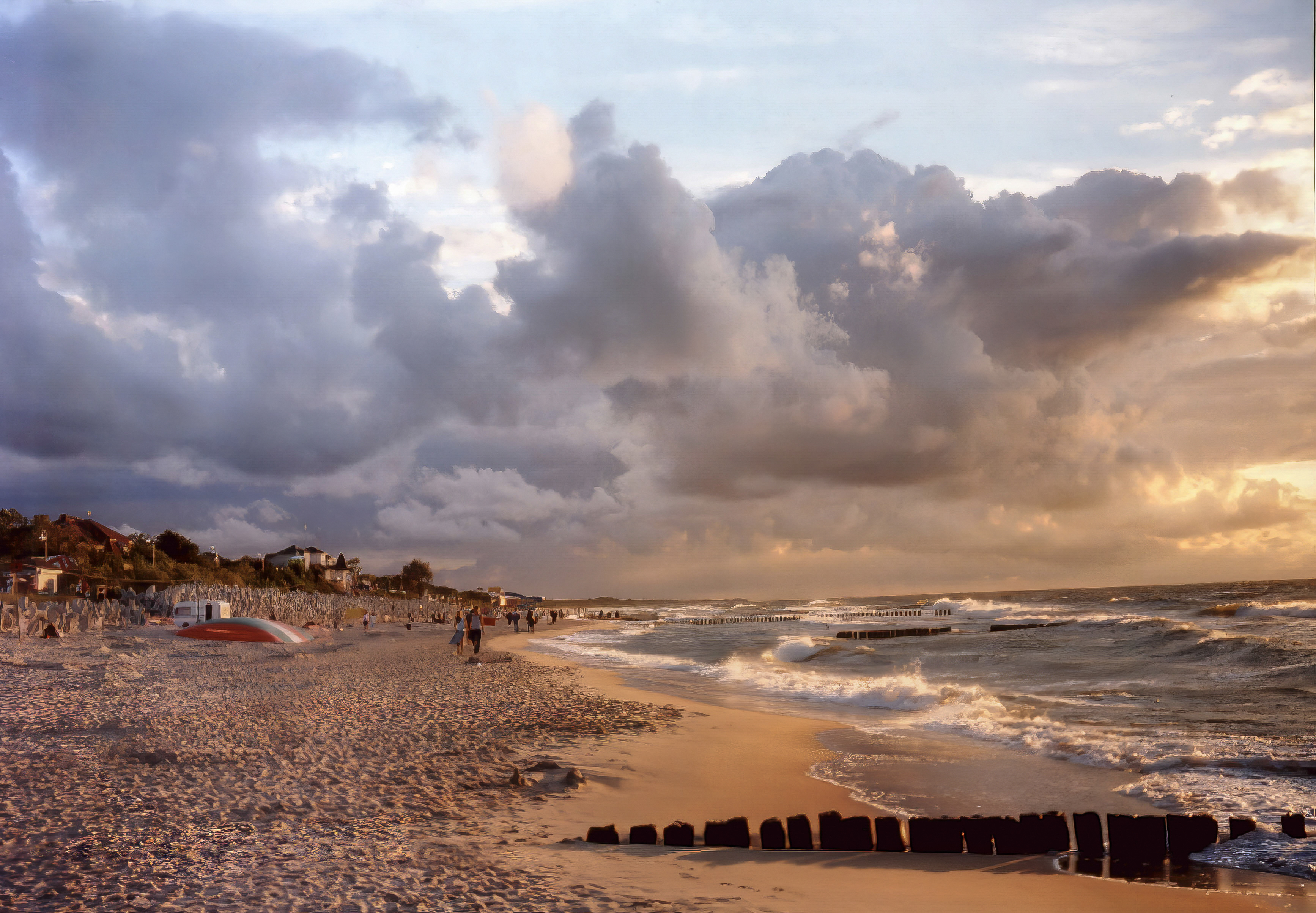
Bałtyk w okolicach Mielna
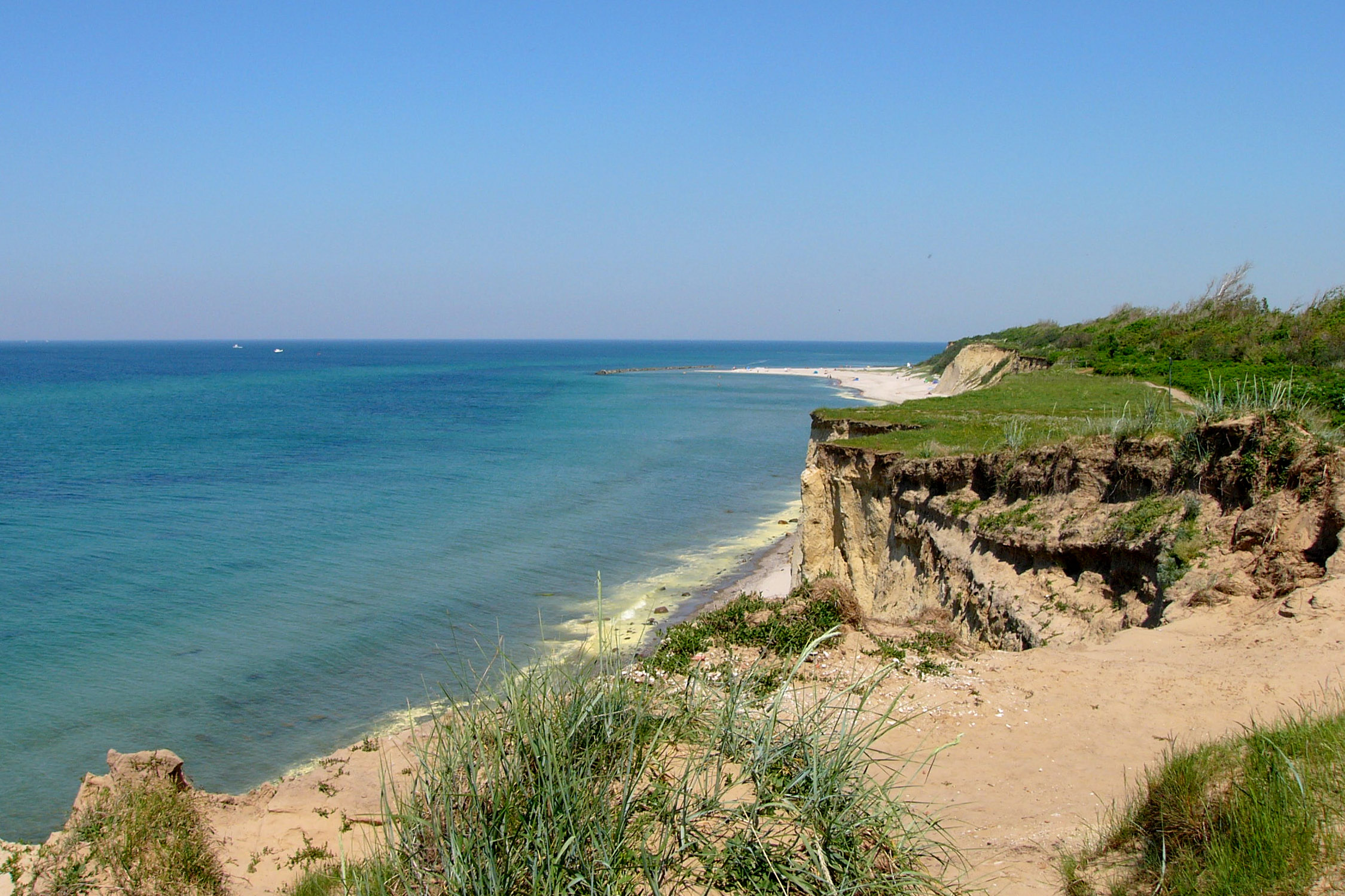
Brzeg w Ahrenshoop
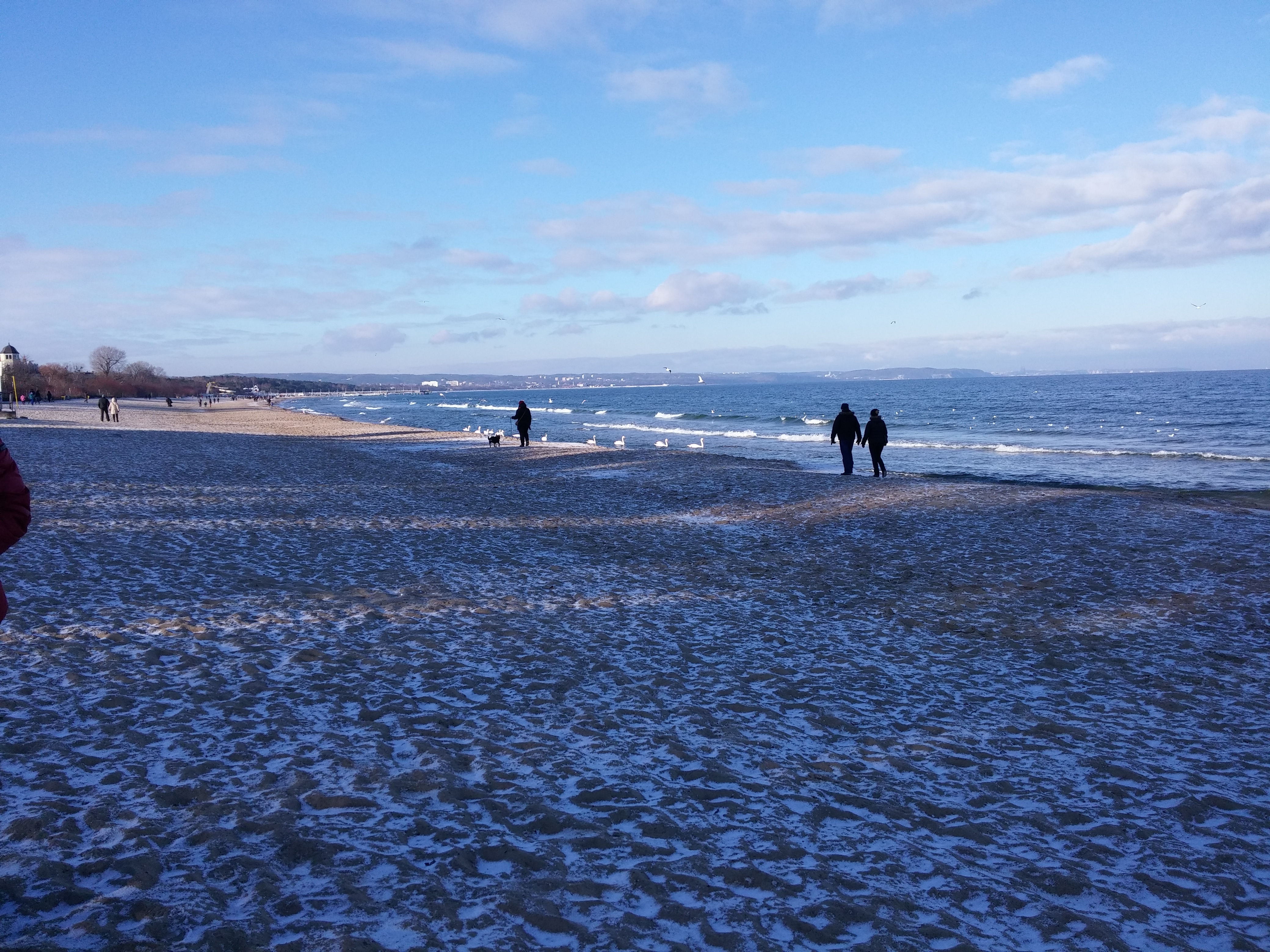
Plaża w Brzeźnie zimą
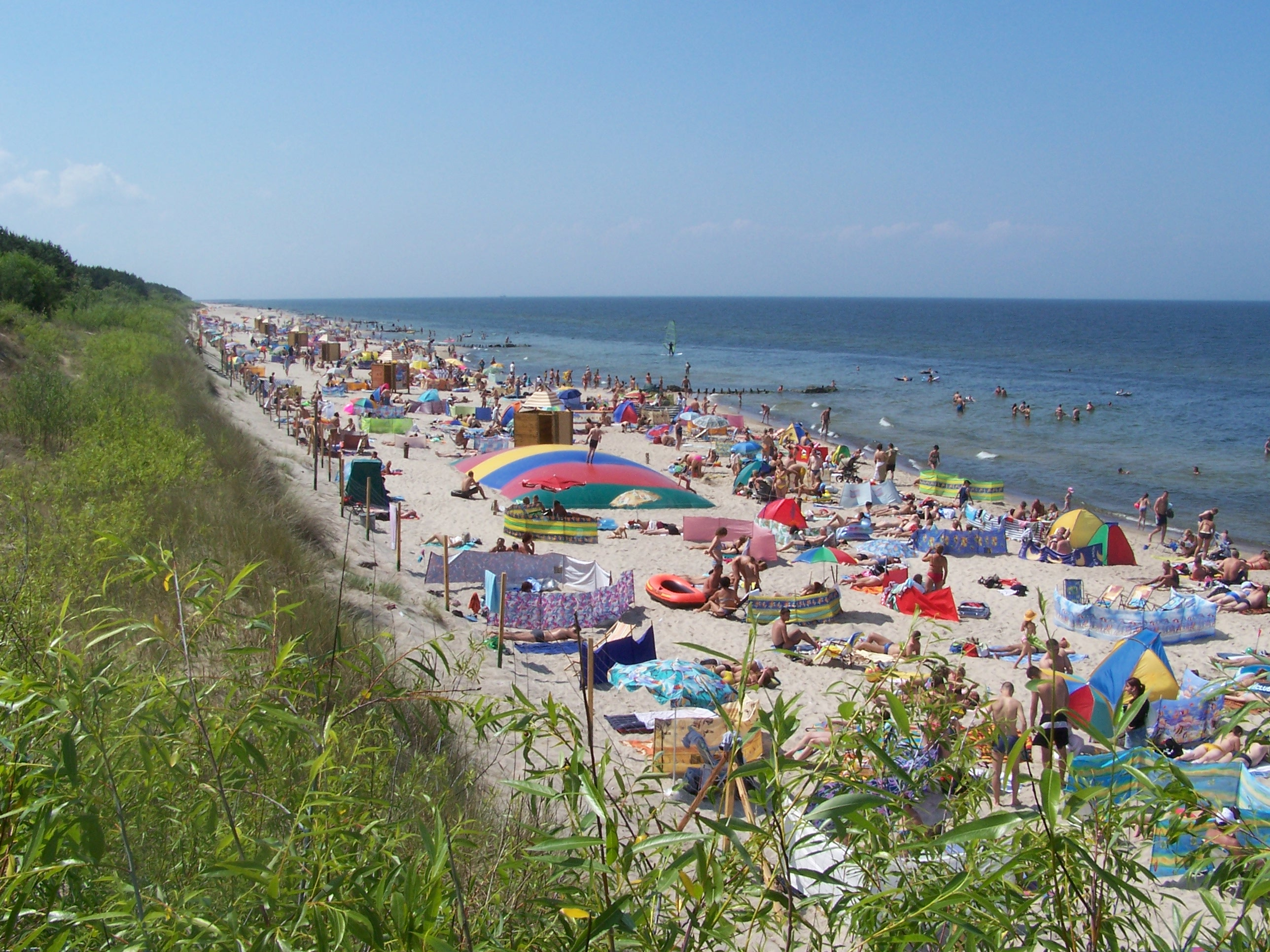
Plaża w Dziwnówku
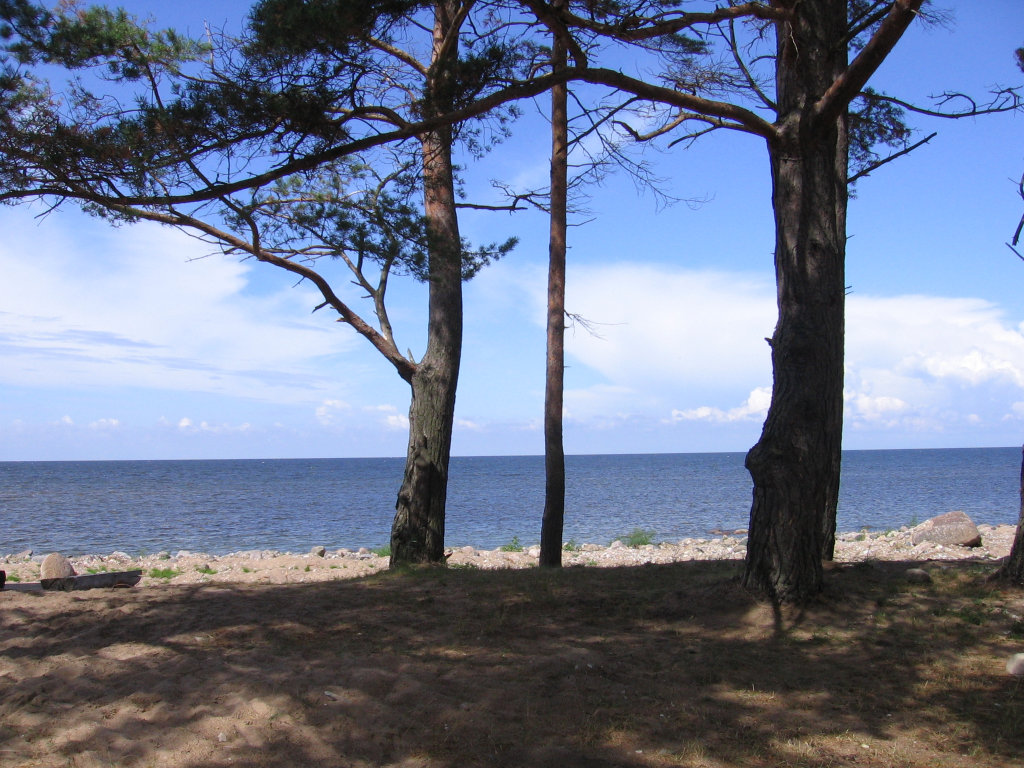
Bałtyk nad Zatoką Ryską w Estonii
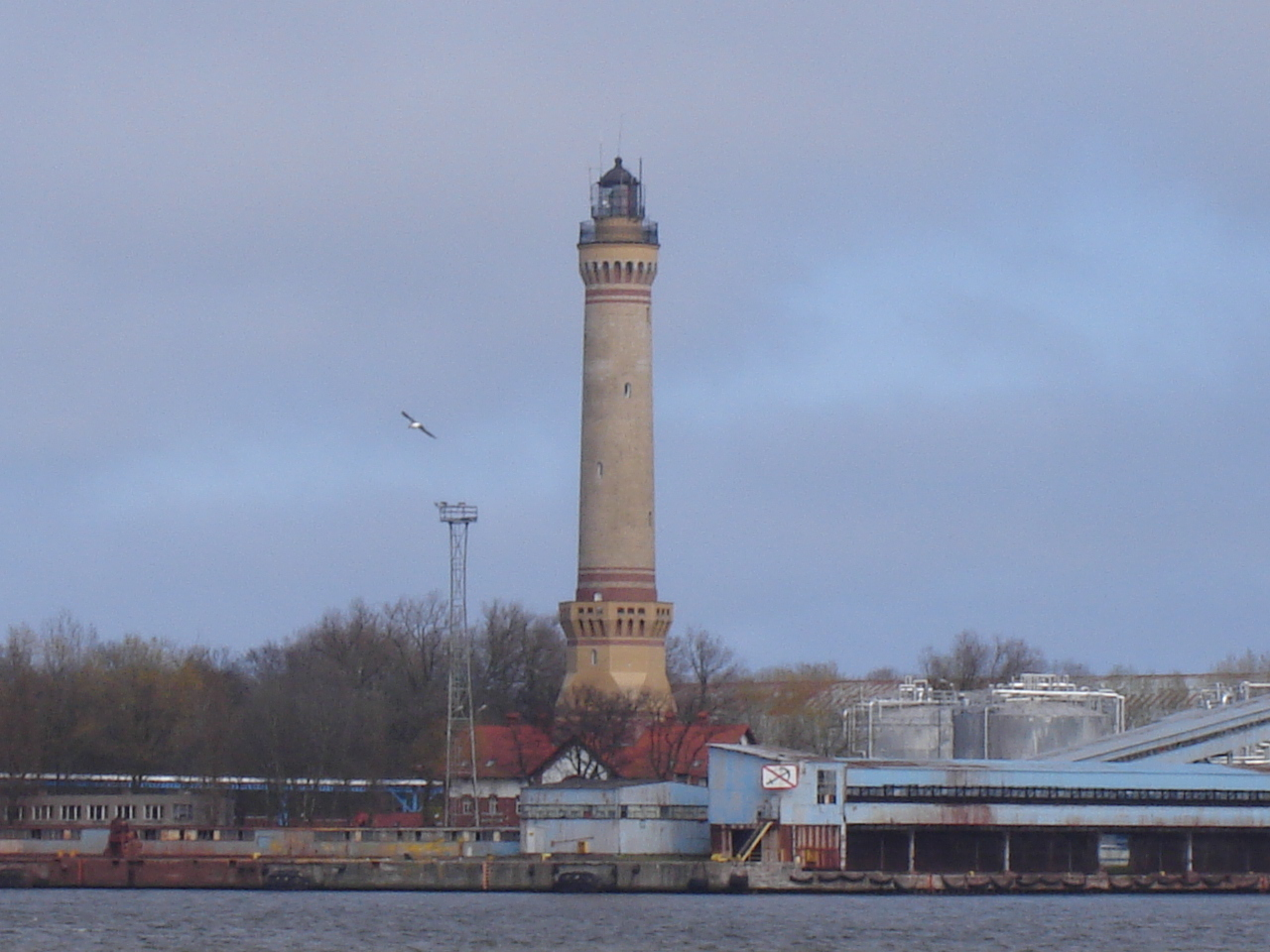
Latarnia Morska Świnoujście
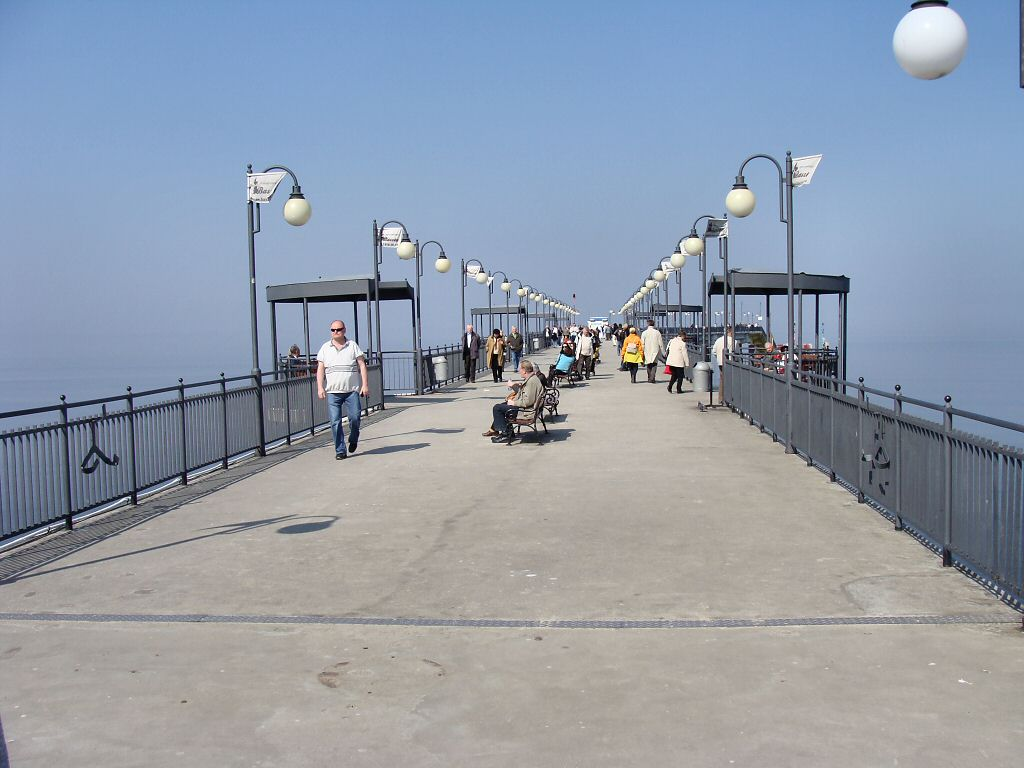
Molo w Międzyzdrojach
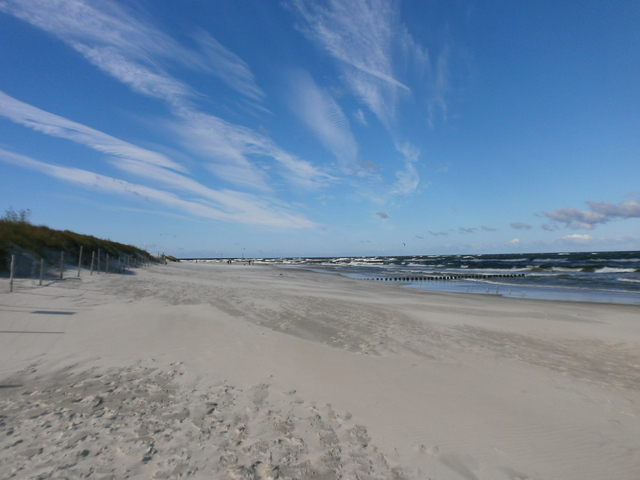
Plaża w Dziwnowie
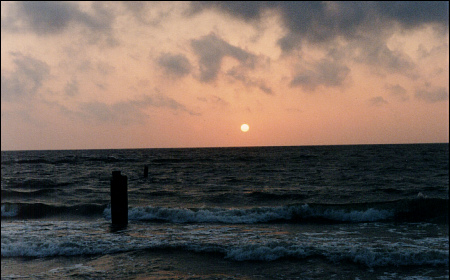
Bałtyk w okolicach Niechorza
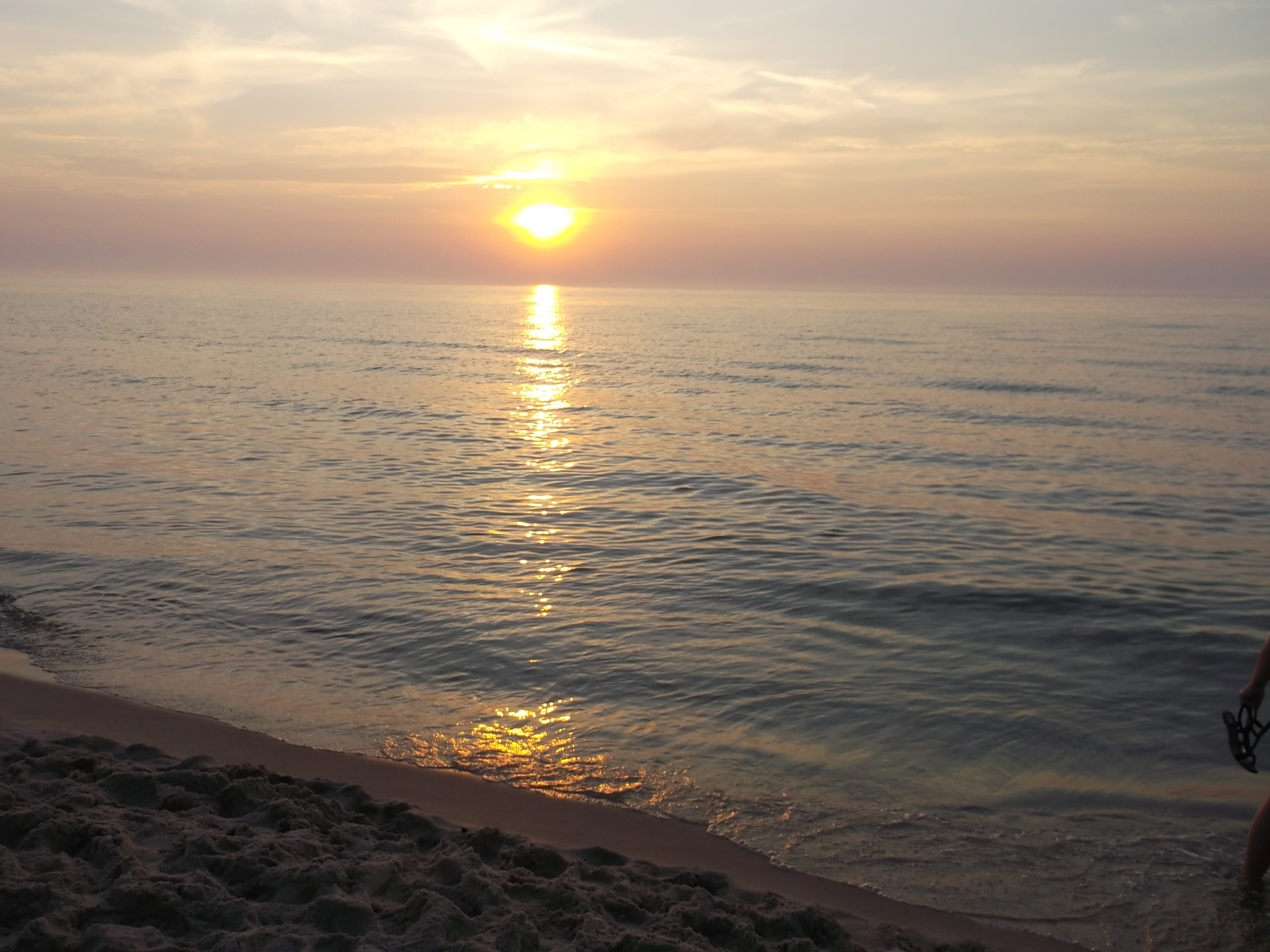
Bałtyk w Kołobrzegu
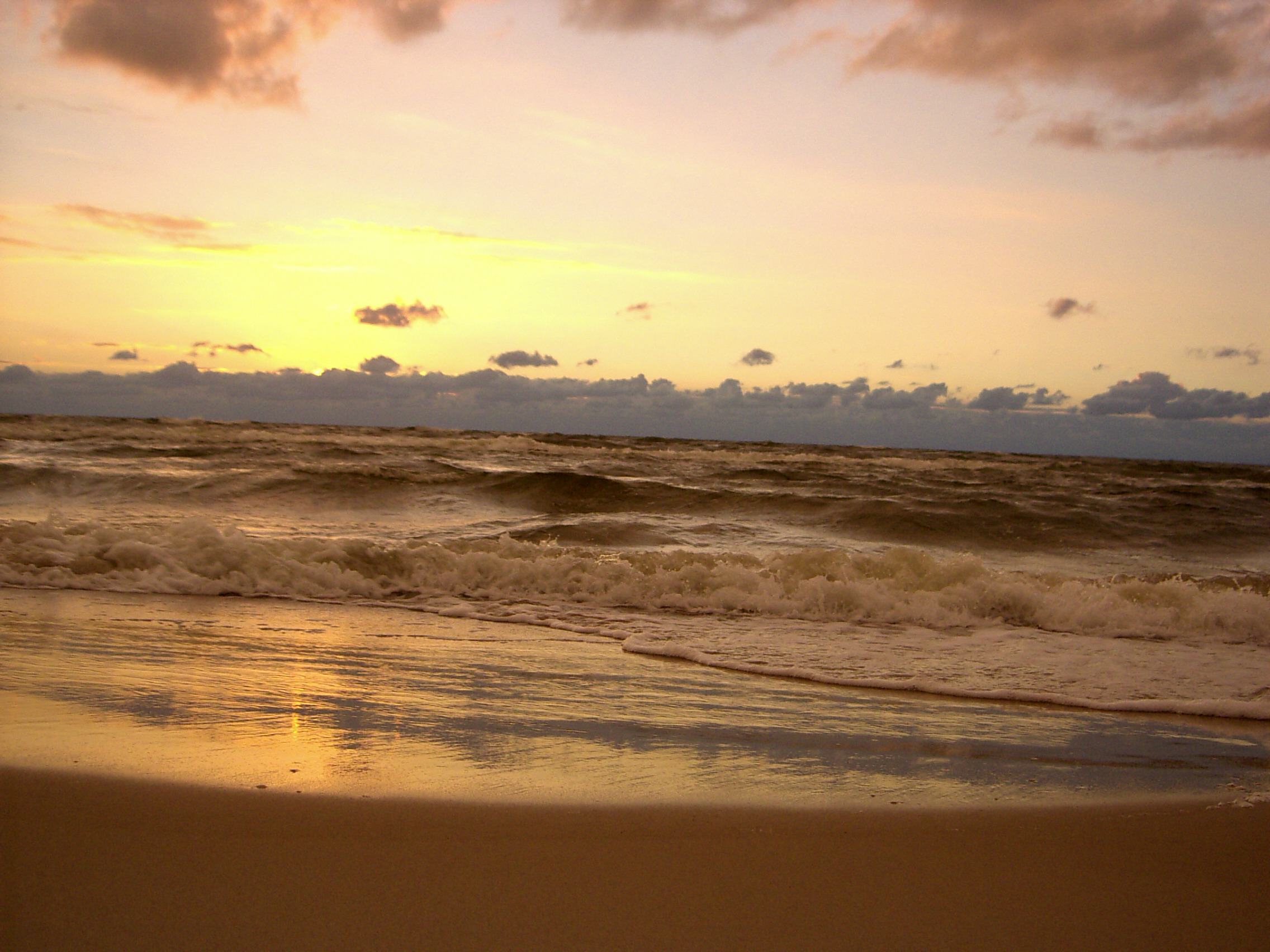
Bałtyk w okolicach Międzywodzia
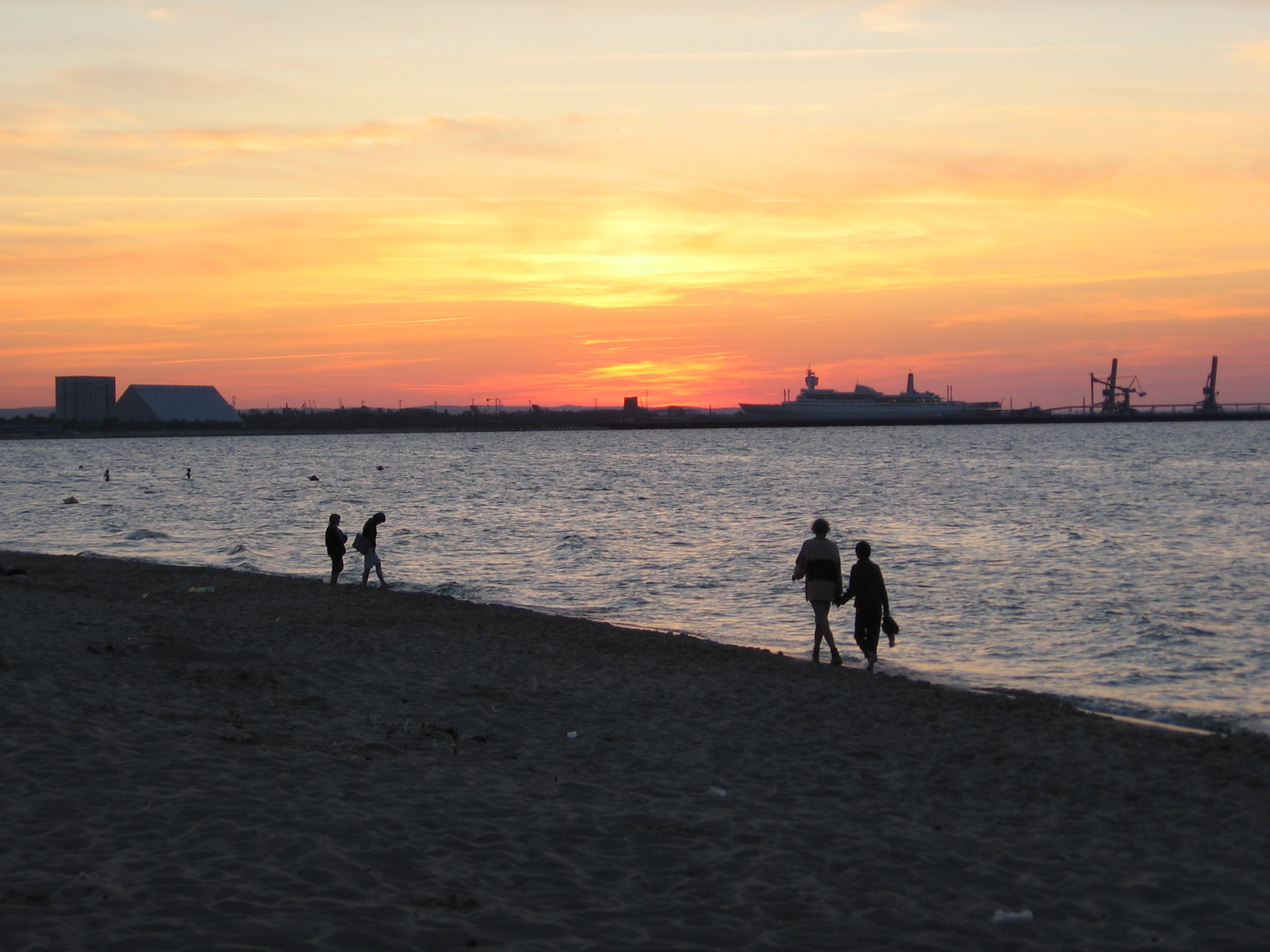
Bałtyk o zachodzie słońca nad Portem Północnym (Gdańsk Stogi)
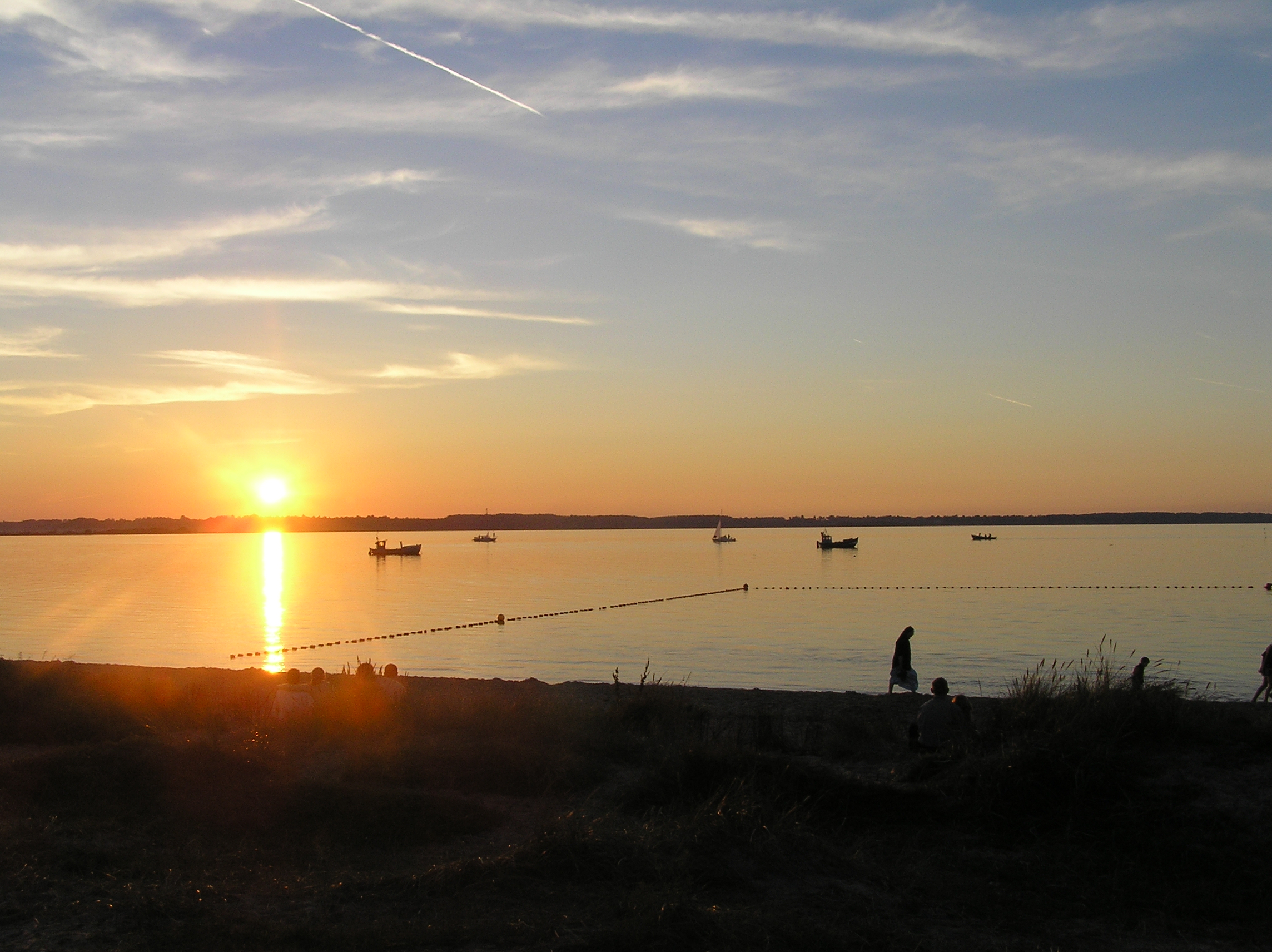
Zatoka Pucka w Rewie
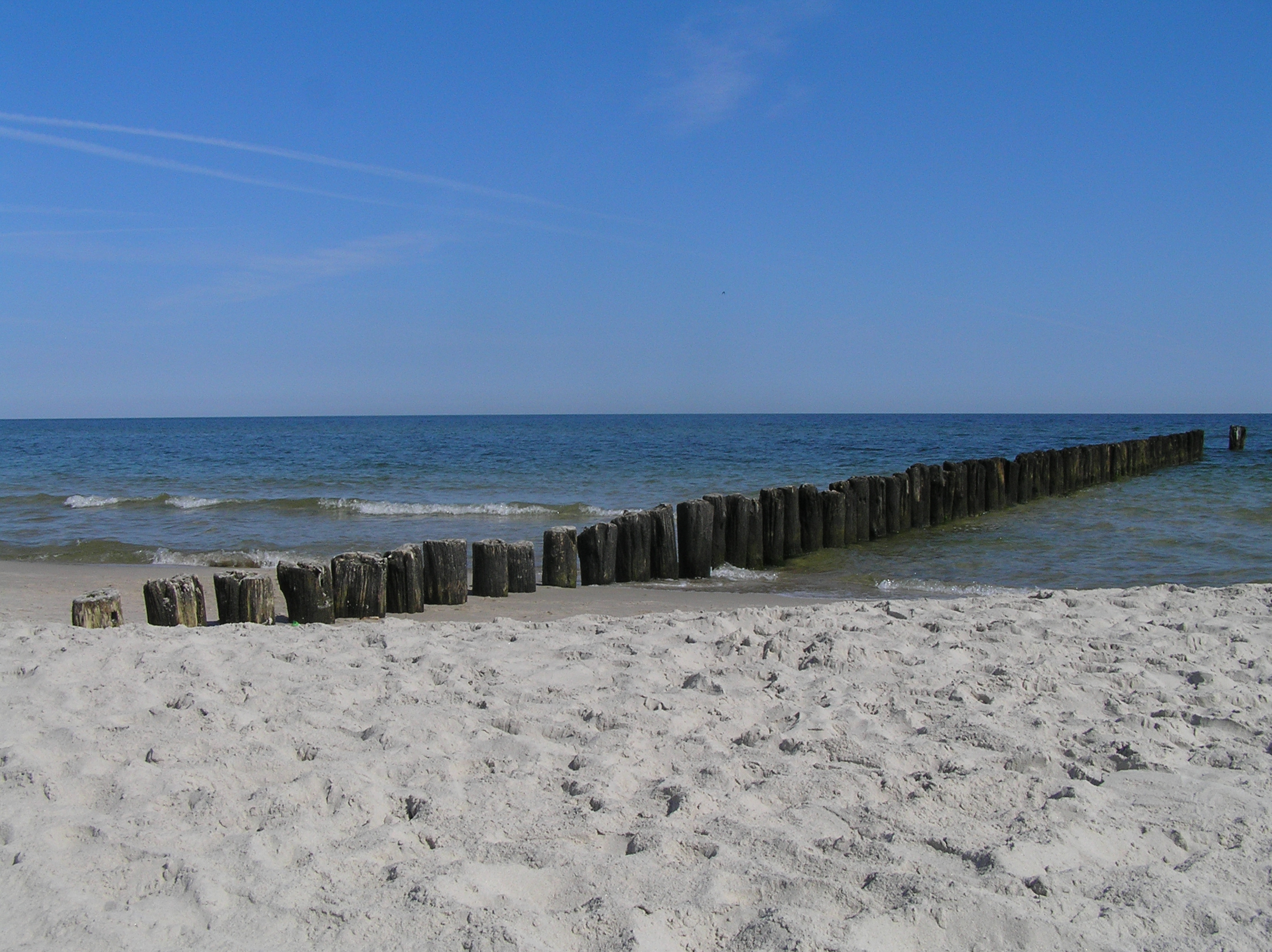
Bałtyk w Chałupach
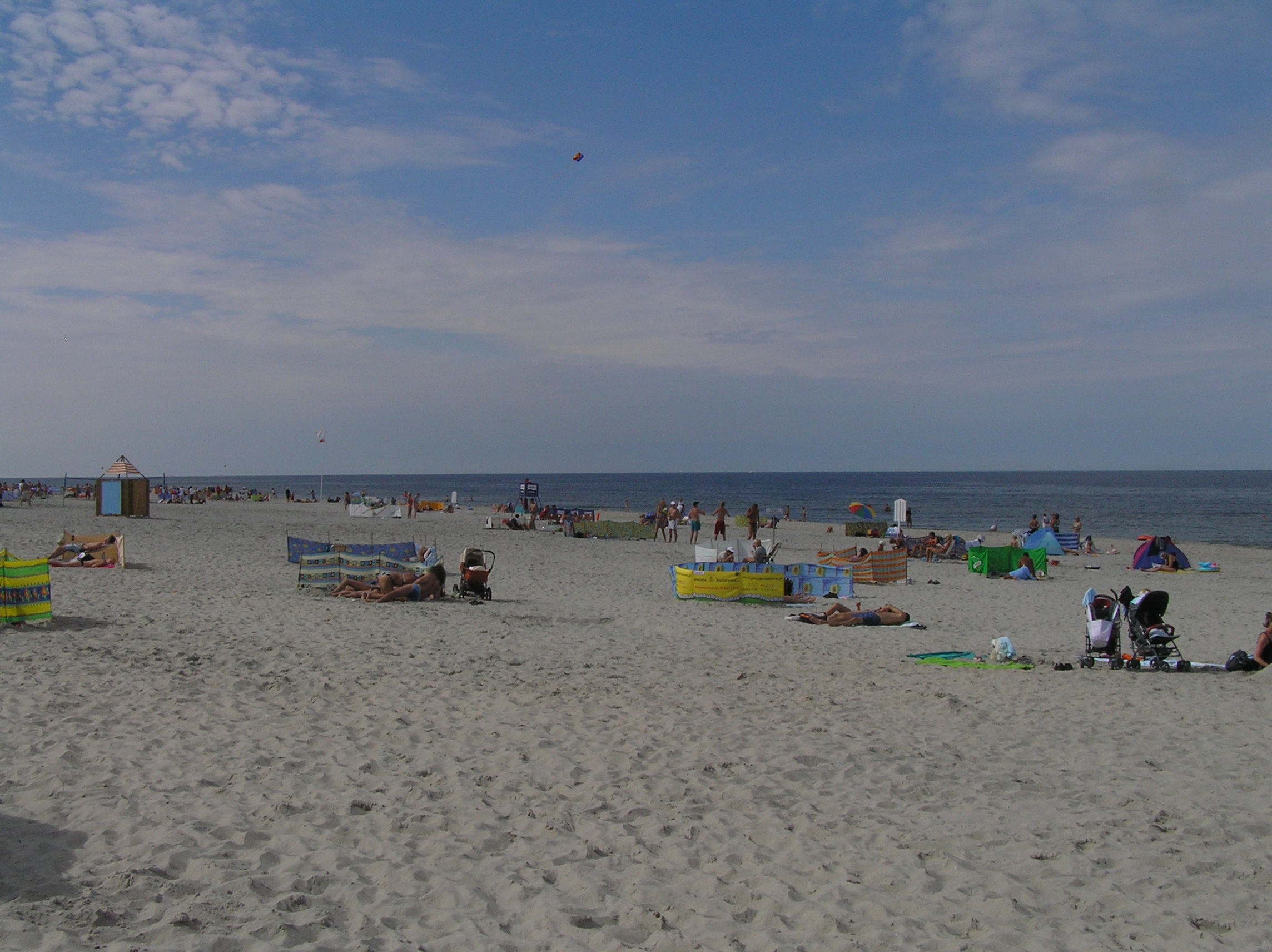
Plaża w Jastarni
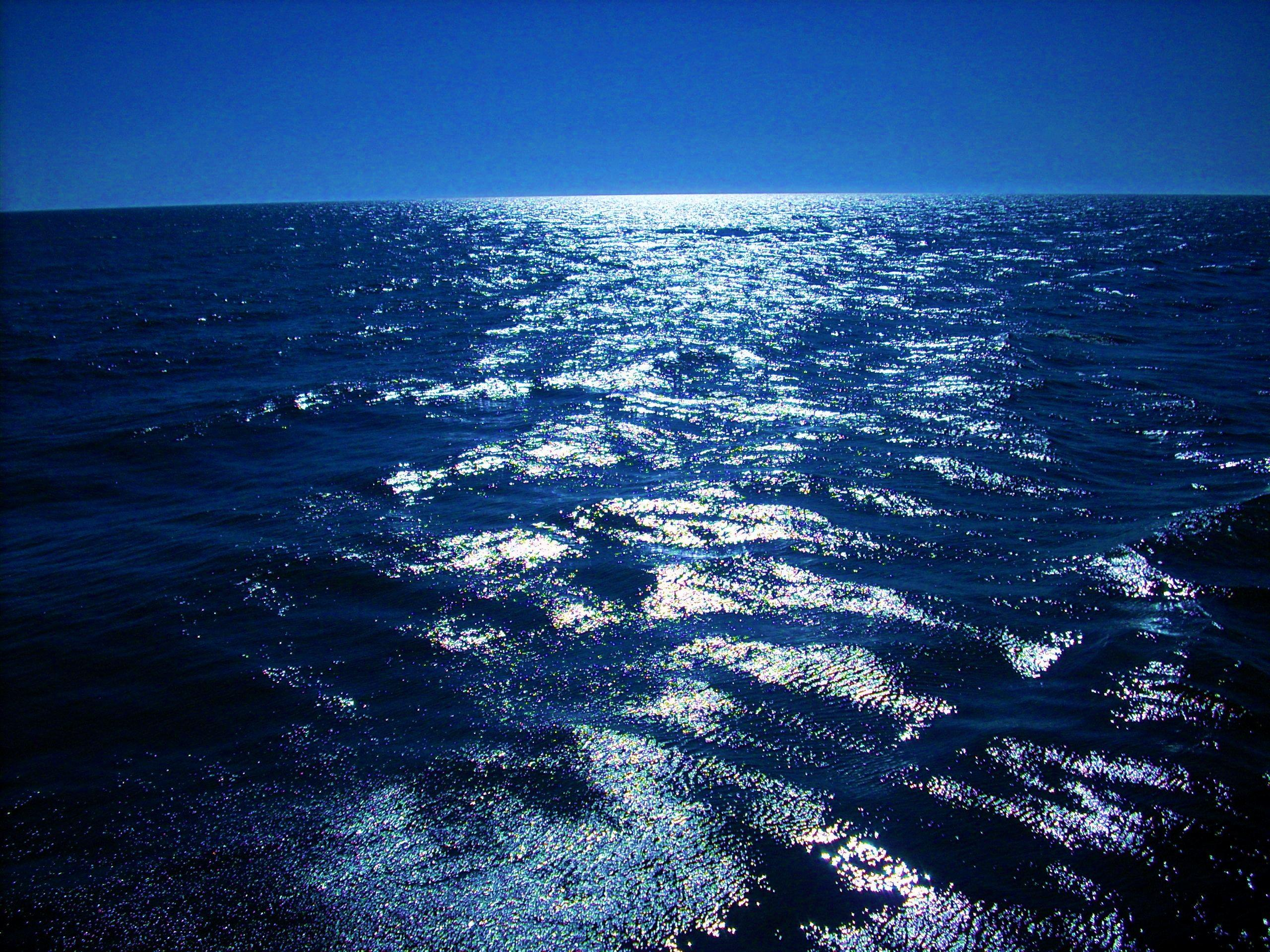
Bałtyk z portu w Darłowie